# Qアノン

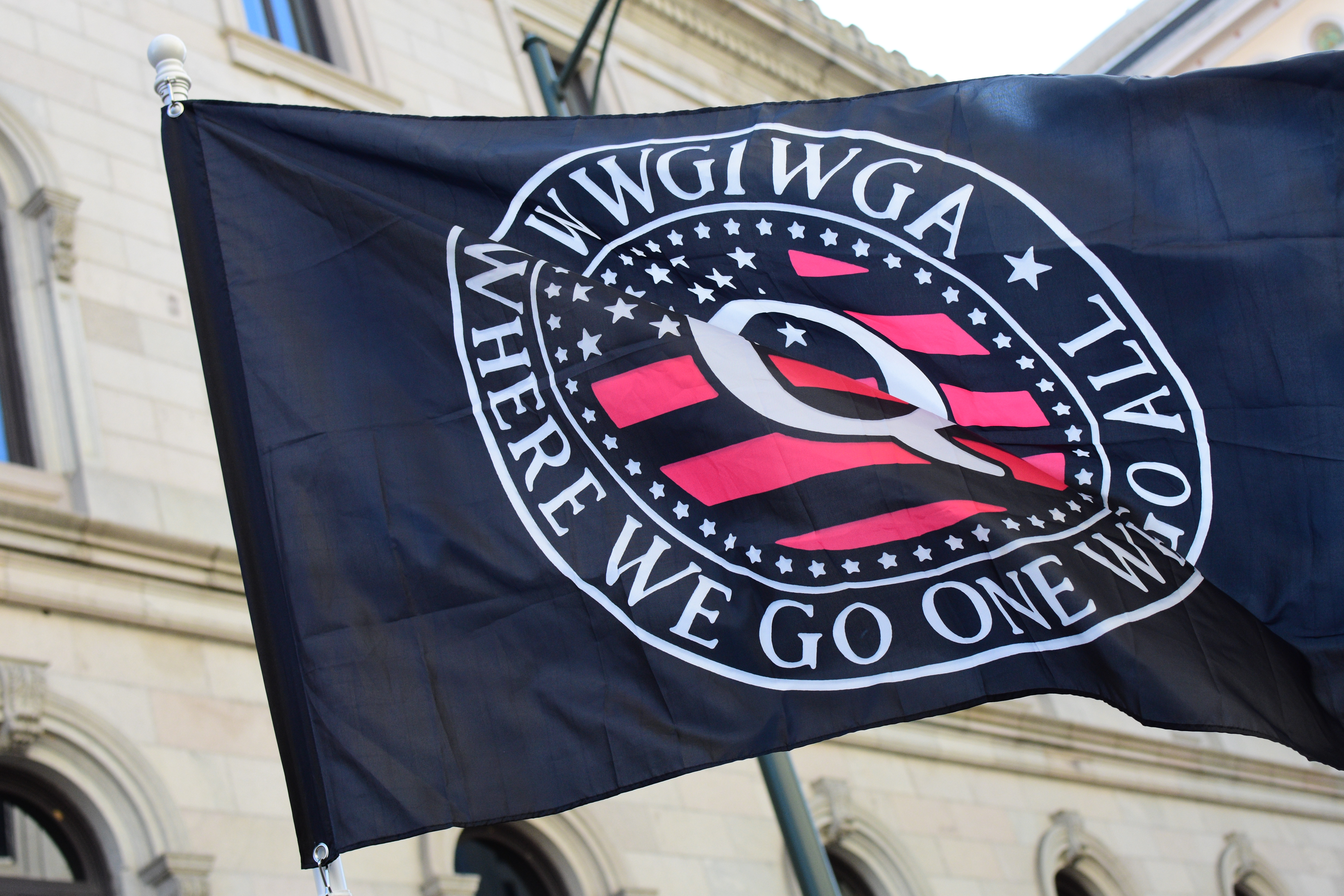
バージニア州リッチモンドで行われた修正第二条支持集会で掲げられたQアノンの旗（2020年1月20日）。中央に配置された「Q」のロゴマークを取り囲むように「Where we go one, we go all（我々は一致団結して進んでいく）」というQアノン運動のスローガンが書かれている。

Qアノン（キューアノン、英: QAnon、発音: [ˌkjuːəˈnɒn]）、あるいは単にQとは、アメリカの極右が提唱している陰謀論とそれに基づく政治運動である。
2ちゃんねるの関係者が管理運営する、英語圏の匿名画像掲示板・4chanと8chan（現・8kun）に現れた「Q」という名前の人物の投稿に端を発する。「世界規模の児童売春組織を運営している悪魔崇拝者・小児性愛者・人肉嗜食者による秘密結社が世界を裏で支配しており、ドナルド・トランプはこれと密かに戦っている」という主張が中心的であり、神に遣わされた救世主としてトランプが個人崇拝の対象となっている。
Qアノン運動は、一般的にカルト宗教とみなされており、信者によって多数の暴力的事件が引き起こされていることから、FBIと欧州刑事警察機構は潜在的なテロ脅威として認識している。この陰謀論の主張は事実無根であり、多数の報道機関や専門家によって反証されているにもかかわらず、アメリカをはじめ世界的に多数の信者が存在する。日本のQアノン信者はJアノンとも呼ばれる。

## 概要
この陰謀論は、「Qクリアランスの愛国者」（英: Q Clearance Patriot）というハンドルネームのユーザーが、2017年から2020年にかけて、米国の匿名画像掲示板・4chanと8chanで行った一連の投稿に端を発する。このハンドルネームは、米国内の機密情報にアクセスできる「Qクリアランス」の権限を持つ政府高官であることを暗示するものとなっている。この「Q」の投稿は、「世界規模の児童売春組織を運営している悪魔崇拝者・小児性愛者・人肉嗜食者による秘密結社が世界を裏で支配しており、ドナルド・トランプはこれと密かに戦っている」ということを示唆する内容となっており、暗示的で不可解な口調で書かれているため、「ドロップ（drops）」や「パンくず（breadcrumbs）」と呼ばれる。世界を裏で支配しているとされる秘密結社は、一般的にディープステート（英: deep state、影の政府）やカバール（英: cabal、直訳で「陰謀団」）と呼ばれる。この陰謀論の信者は、ハリウッドセレブや民主党の政治家、政府高官、大物実業家、医療専門家などをその秘密結社のメンバーであるとして非難しており、トランプが計画している「嵐（英: The Storm）」と呼ばれる報復の日には、秘密結社のメンバーが大量に逮捕・処刑されると信じている。また、「バラク・オバマ、ヒラリー・クリントン、ジョージ・ソロスによるクーデターを阻止するために、トランプはロシア人との共謀（ロシア疑惑）を装ってロバート・モラーに児童売春組織の存在を暴露し、彼に協力を仰いだ」との主張も展開されている。
「Q」の謎めいた一連の投稿は、ネット上で急速に拡散され、その真意を解読しようとするネット文化が形成された。この動きは、のちに現実の政治運動にまで発展し、トランプ再選キャンペーンの集会にQアノン信者が現れ始め、トランプは自身のTwitterアカウントでQアノンを拡散した。また、ロシア政府の支援を受けたソーシャルメディア上のアカウント、ロシア・トゥデイやスプートニクなどのロシア国営メディア、および法輪功関係者が運営する大紀元時報によっても拡散された。Qアノンは次第に米国外にも拡散され、2020年以降はイギリスやフランス、ドイツと日本では「特に強力で大規模な」運動が展開されている。
Qアノンの正確な信者数は不明だが、この陰謀論はネット上で多数の信者を擁している。匿名画像掲示板の8chan（現・8kun）は、「Q」がメッセージを投稿する唯一の場所であったため、Qアノンの牙城となっている。2020年6月には、「Q」は信者に「デジタル兵士の誓い」を行うように促し、多数の信者がTwitterのハッシュタグ「#TakeTheOath」を使って誓いを立てた。同年7月には、Twitterは数千件のQアノン関連アカウントを凍結し、陰謀論の拡散を抑制するためにアルゴリズムに変更を加えた。同年8月に報告されたFacebookの内部分析によると、数千件のグループやページにまたがる数百万人規模の信者がいることが判明した。Facebookは、同月後半にQアノンの活動を削除・制限する措置を講じ、10月には陰謀論をプラットフォームから完全に禁止すると発表した。また、信者らはEndChanなどの専用の画像掲示板にも移行しており、そこでは、2020年アメリカ合衆国大統領選挙に影響を与えることを目的とした情報戦を行うための組織化が行われていた。
選挙でトランプがジョー・バイデンに敗れると、「Q」の投稿は著しく減少した。Qアノンは選挙結果を覆そうとする試みの一部となり、連邦議会議事堂襲撃事件で最高潮に達し、ソーシャルメディアによるQアノン関連コンテンツの規制強化が急速に進んだ。バイデン大統領の就任式が執り行われた日、8chanの元管理人であり、Qアノン信者の事実上のリーダーであるロン・ワトキンスは、「できる限り元の生活に戻るべきときがやってきた」ことを示唆した。他のQアノン信者は、バイデン大統領の就任は「計画の一部」であると考えている。

## 背景

### ピザゲート

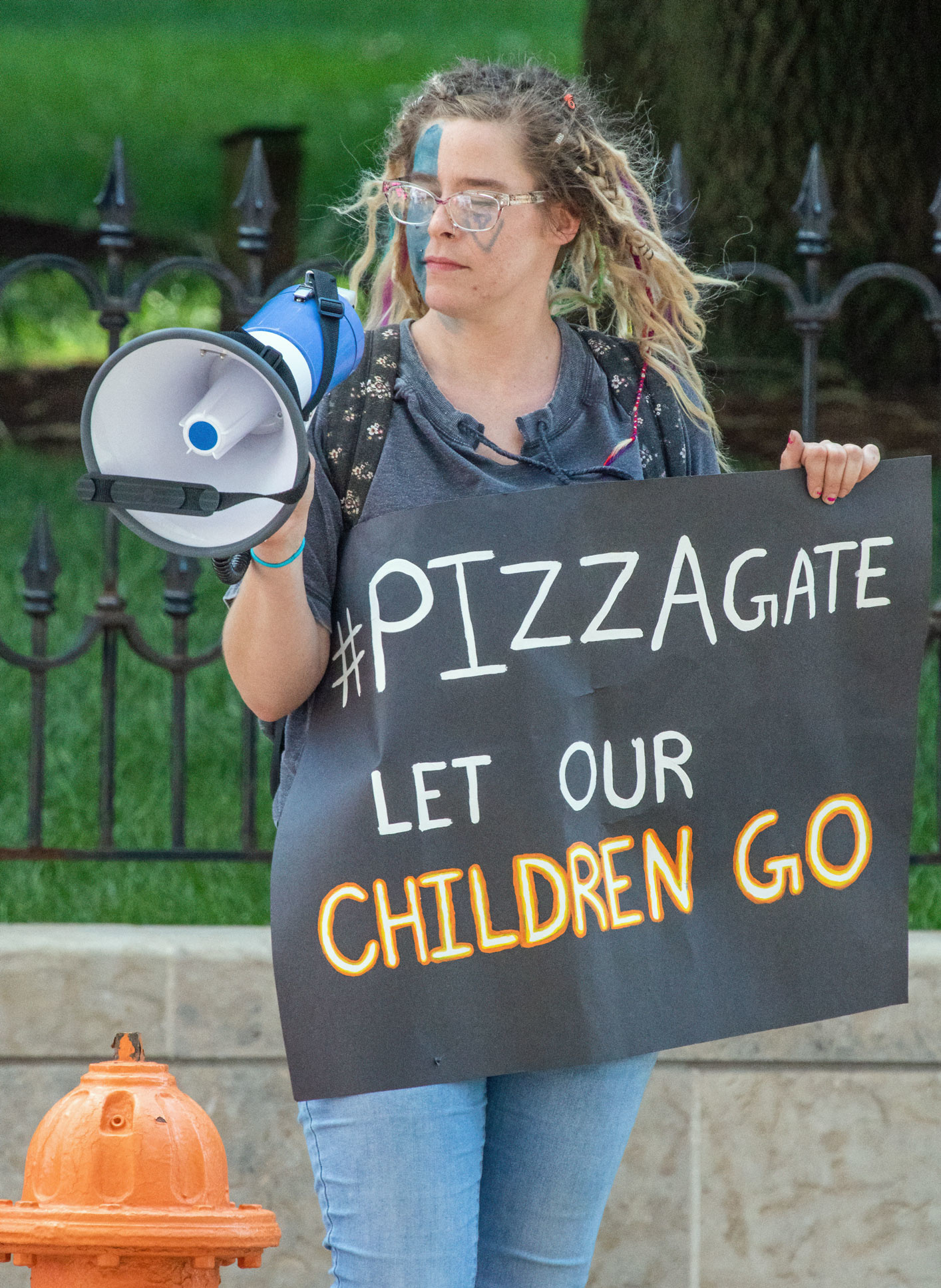
ピザゲート陰謀論のプラカードを掲げているデモ参加者。「Let our children go（子供たちを解放しろ）」と書かれている。

Qアノン研究者のマイク・ロスチャイルドによると、「Qアノンには前身となる陰謀論や詐欺がいくつもあるが、ピザゲートほどQアノンにすぐに食い込んでくる陰謀論はない」という。ピザゲートは、2016年アメリカ合衆国大統領選挙でクリントン陣営に所属していたジョン・ポデスタの私的な電子メールが、ロシア連邦軍参謀本部情報総局（GRU）との関連が疑われているロシアのハッカー集団「ファンシーベア」によるフィッシング攻撃によってウィキリークスに流出したことから始まった。このメールを読んだ4chanの陰謀論者たちは、この中に児童性的虐待を示唆する暗号や隠語が含まれていると考え、ワシントンD.C.にある「コメット・ピンポン」というピザ店で民主党議員が子供の性的虐待（悪魔的儀式虐待）を行っていると訴えた。2016年12月には、これを真に受けた男が、そのピザ店にAR-15自動小銃を持って押し入り、店内で発砲する事件が発生した。
民主党議員に対する児童性的虐待の疑惑と、その疑惑におけるクリントン一家の中心性は、Qアノンの主要概念となったが、「世界的エリートが児童性的人身売買を行っている」という、より一般化された主張が優先されるようになり、クリントン一家の中心性はあまり強調されなくなった。「Q」は、ピザゲート陰謀論について、その用語を使わずに言及している。Qアノン信者は、「#SaveTheChildren」というハッシュタグを使い、ピザゲート陰謀論を拡散している。

### 4chan/CHANカルチャーの影響
調査報道サイトのベリングキャットは、ピザゲートとQアノンの間にある「ミッシングリンク」として、2017年7月28日に4chanの/pol/（Politically Incorrect、非ポリコレ板）で開始された/HTG/（Human Trafficking General、人身売買総合スレ）というスレッドの存在を指摘している。/HTG/の文化は、流出したジョン・ポデスタのメールを詳細に調査するのではなく、「考えうるストーリーの構築」にユーザーを積極的に参加させることを可能にするものだった（いわゆる代替現実ゲーム化）。/HTG/の主要な投稿者は「Anonymous 5」（「Frank」という名でも知られる）であり、彼は「児童買春調査官」を名乗っていた。しかし、首尾一貫したストーリーの欠如が足枷となり、/HTG/がピザゲートほどの人気を得ることはなかった。
「ヒラリー・クリントンは小児性愛者組織に直接関与していた」「ロバート・ミュラーはトランプと密かに協力していた」「大規模な軍事法廷が差し迫っている」などの主張からなるQアノンの主要教義は、「Q」の登場以前から既に4chanに存在していたものである。そのため「Q」は、ヒラリー・クリントンやバラク・オバマ、ジョージ・ソロスなどの事前にコミュニティ内で強く嫌われていた人物を主なターゲットにしている。ベリングキャットは、Qアノンの中心的概念である「嵐（英: The Storm）」について「光の勝利（英: Victory of the Light）」という名前の別の投稿者が書き込んでいた「カバールのメンバーが大量逮捕される様子がテレビで放映される」という「イベント（英: The Event」が差し迫っているとする予言から借用された概念であると分析している。

#### 日本の匿名掲示板文化の影響

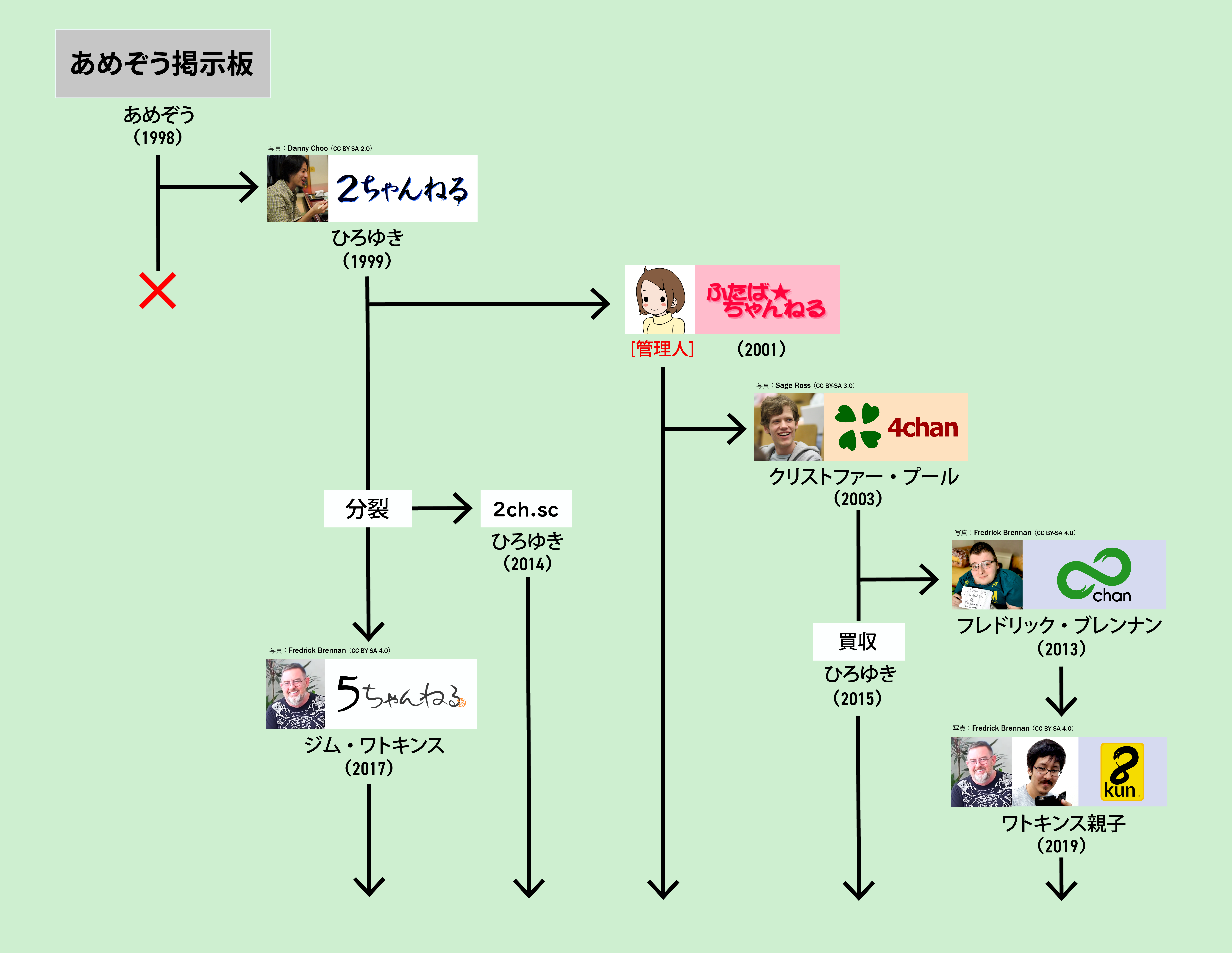
日本で発祥した匿名掲示板サイトの系譜。西村博之（ひろゆき）が1999年に開設した2ちゃんねる（現・5ちゃんねる）は、4chanや8chan（現・8kun）を含む、他すべてのchanサイトの起源となった。

CHANカルチャーの影響に関連して、4chanや8chan（現・8kun）が、2ちゃんねる（現・5ちゃんねる）やふたば☆ちゃんねるなど日本の匿名掲示板の影響を受けて誕生したことを指摘する論考もある。5ちゃんねると8kunの管理人であり、「Q」の正体と疑われているジム・ワトキンスは、「Qアノンは日本発祥の匿名掲示板カルチャーから始まったのだから、日本が生み出したともいえる」とも語っている。この2ちゃんねるから派生した匿名掲示板カルチャーの「言論の自由の社会実験の失敗」が、Qアノンの発生の背景にあるとルポライターの清義明は『Qアノンと日本発の匿名掲示板カルチャー』で主張している。

#### 「アノン」たち
「アノン（英: Anon）」は、「Anonymous（アノニマス）」という言葉の略語であり、匿名や偽名で書き込みを行っているインターネット利用者（いわゆる「名無し」）のことである。アノンが「調査を行っている」という概念や、機密情報を開示しているとの主張は、Qアノンの重要な構成要素ではあるものの、決してQアノンだけに限定されている訳ではなく、「Q」の登場以前にも多くの「アノン」たちが政府の機密情報へのアクセス権を持っているとする虚偽の主張を4chanで行っている。
2016年7月2日には「クリントン事件の内幕に詳しい」と主張する自称「ハイレベルなアナリストかつストラテジスト」の匿名投稿者である「FBIAnon」が、2016年のクリントン財団の捜査に関する虚偽の投稿を4chanで開始し、トランプが大統領になったらヒラリー・クリントンは投獄されると主張していた。同時期には「HLIAnon」（High-Level Insider Anon）が、ネット上で長時間に及ぶ質疑応答を行っており、「アメリカ同時多発テロ事件を阻止しようとしていたためにダイアナ妃は暗殺された」といったさまざまな陰謀論を吹聴していた。2016年アメリカ合衆国大統領選挙の直後には、「CIAAnon」と「CIAIntern」という二人の匿名投稿者が、CIAの高官であるとの虚偽の主張を行っており、2017年8月下旬には「WHInsiderAnon」（White House Insider Anon）という匿名投稿者が、民主党に影響を与えるとされるリーク情報のプレビューを提示していた。

## 起源と拡散
2017年10月28日、「Qクリアランスの愛国者（英: Q Clearance Patriot）」というハンドルネームのユーザーが、4chanにある/pol/（Politically Incorrect、非ポリコレ板）という板に現れ、「嵐の前の静けさ（英: Calm Before the Storm）」というタイトルのスレッドを作成した。このタイトルは、自身が出席した米軍首脳の会合を「嵐の前の静けさ」と表現したドナルド・トランプによる謎めいた発言を引用したものである。「嵐（英: The Storm）」は、秘密結社のメンバーが大量に逮捕・投獄され、子供を食い物にしている小児性愛者であることを理由に処刑されるという、近い将来に起こると信じられている出来事を表すQアノン用語になった。投稿者のハンドルネームは、核兵器などに関する最高機密情報にアクセスするために必要な米国エネルギー省の機密情報取扱権限である「Qクリアランス」を有していることを暗示しているものである。「Q」の投稿を解釈・分析することを中心としたインターネットコミュニティは直ちに形成され、何人かの個人がそのコミュニティ内での有名人となった。
ロイターの報道によると、2017年11月には早くもロシア政府の支援を受けたTwitterアカウントがQアノンの拡散に関与していたという。

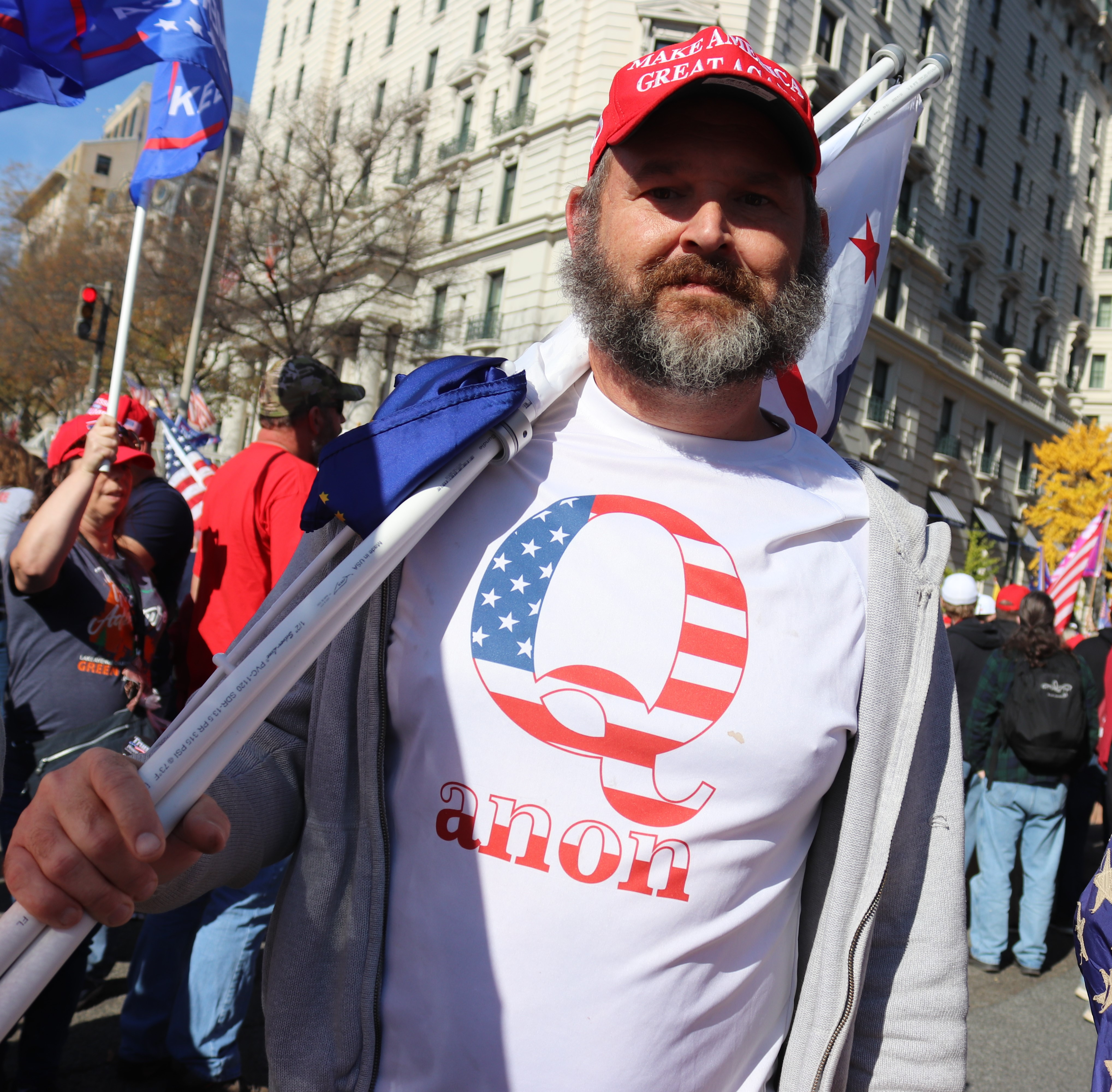
「Stop the Steal（選挙泥棒をやめろ）」と題されたデモ集会に参加したトランプ支持者（2020年11月14日）。Qアノン運動でよく使われるロゴが印刷されたTシャツを着用している。

2017年11月には、ポール・ファーバー、コールマン・ロジャース、トレーシー・ディアスの3人が2人の4chanモデレーターと小規模なYouTuberと協力して、Qアノンをより多くの人々に拡散するための活動を開始した。一部のQアノン信者は、この3人はQアノン運動から利益を得ているとして非難している。3人はその後、Redditのコミュニティを作成し、2018年3月にそのサブレディットが禁止・閉鎖されるまで、陰謀論を広めるための影響力を保っていた。Redditの運営は、暴力の扇動や個人情報の投稿を行っていたため閉鎖したと説明している。Qアノンは、TwitterやYouTubeなど他のソーシャルメディアにも拡散された。ロジャースと彼の妻であるクリスティナ・ウルソは、この陰謀論に特化したYouTubeライブストリーム『Patriots' Soapbox』を立ち上げ、寄付を募っていた。その配信で招かれたゲストには、議員選立候補者のローレン・ボーベルトやトランプ陣営の広報担当者が含まれている。「Q」の投稿は後に8chanに移行し、4chanには「スパイが潜入している」としてQは懸念を表明した。8chanがエルパソ銃乱射事件といった凶悪事件に関連しているとして2019年8月に閉鎖されると、Qアノン信者は4chanよりアンダーグラウンドな8kunやEndChanに移行した。
Qアノンは、2017年12月に初めて主流のマスコミから注目を集め、2018年初頭には、右翼の主流派からの支持も集め始めた。テレビ司会者のSean HannityとエンターテイナーのRoseanne Barrは、ソーシャルメディアのフォロワーにQアノンに関するニュースを拡散した。InfoWarsの主催者であり、極右の陰謀論者であるアレックス・ジョーンズは、「Q」と個人的に接触していると主張した。2018年7月にフロリダ州タンパで行われた中間選挙に向けたトランプ派の集会にQアノン信者が一斉に現れたことで、この陰謀論は主流なものになった。
「Q」の投稿を集約することに特化したウェブサイトである『Qdrops』は、この陰謀論の拡散に欠かせないものとなった。『QMap』は最も人気かつ有名な情報収集サイトであり、「QAPPANON」という名で知られている匿名の開発者かつQアノンに関する重要人物によって運営されていた。しかし、『QMap』は2020年9月に事実確認サイト『Logically』が報告書を発表した直後に閉鎖され、「QAPPANON」はニュージャージー州を拠点に活動しているJason Gelinasというセキュリティ・アナリストではないかとの仮説が立てられた。
南カリフォルニア大学教授でデータサイエンティストのEmilio Ferraraは、Qアノンのハッシュタグを使用して研究を行い、Infowarsやワン・アメリカ・ニュース・ネットワークをリツイートしているアカウントの約25%がボットであることを明らかにした。
パステル・Qアノンは、主にInstagram・Facebook・WhatsApp・Telegram・TikTokなどのソーシャルメディア上で、主に女性を陰謀論に教化することを目的とした諸々の技法である。これらの技法は、女性的な美的感覚（名前の由来となっているパステルカラーを含む）や言葉、活動、およびコミュニティを使用し、ゲートウェイ・メッセージを利用して、陰謀論を一見すると筋が通っているように見える関心事に仕立て上げている。カナダのコンコルディア大学の研究者であるMarc-André Argentinoがこの傾向を指摘した。

### 世界各国への拡散
新型コロナウイルスの大流行が発生した2020年3月から6月の間には、Qアノンの活動はFacebookで3倍近く、InstagramとTwitterでは2倍近くに増加した。
その頃には、Qアノンはヨーロッパ（特にドイツ）にまで拡散された。極右の活動家やインフルエンサーたちは、YouTube・Facebook・Telegramにおいて推定20万人のドイツ人Qアノン信者を生み出した。ドイツのライヒスビュルガー（帝国市民）という古くからあった極右運動は、現代のドイツは主権国家ではなく、第二次世界大戦後に連合国によって作られた傀儡国家であるという信念を広めるためにQアノンを利用し、トランプが軍勢を率いてライヒを復興させるのではないかという願望を表明した。
カナダでもQAnon陰謀論が宣伝されていた。 
イギリスでは、人種差別とファシズムに反対する利益団体「Hope not Hate」の調査によれば、イギリスではQAnonを支持しているのは調査対象者の6%に過ぎなかったが、QAnon関連の陰謀論を一つでも信じている者は4人に1人にのぼった。Hope not Hateによれば、チャーリー・ウォードとマーティン・ゲッデスが、イギリスのQanon宣伝者として人気があり、なかでもゲッデスは「世界で最も人気のあるQAnonのTwitterアカウントのひとつを運営している」された。
スペインでは、極右のVox党のTwitterアカウントが、バイデンは 「小児性愛者によって好まれる」候補者であると主張したことで、反バイデン陰謀論を支持していると非難された。RTVEの報告にれば、スペインのQAnon支持者のほとんどが、Voxを支持政党としていた。
QAnon運動は中南米にも広がり、コスタリカ、コロンビア、アルゼンチン、メキシコ、パラグアイ、ブラジルなどの国々において、オンライン上でその存在感を示していた。コスタリカ最大の新聞社「ラ・ナシオン（La Nación）」の調査によると、Facebookページ上でフェイクニュースを拡散しながらコスタリカのカルロス・アルバラド大統領の退陣を求め、大統領候補だった極右のフアン・ディエゴ・カストロ・フェルナンデスや、物議を醸しているドラゴス・ドラネスク・バレンシアノ、エリック・ロドリゲス・ステラーなどの右翼の人物を称賛している。

### 日本における拡散

#### トランプ支持デモ

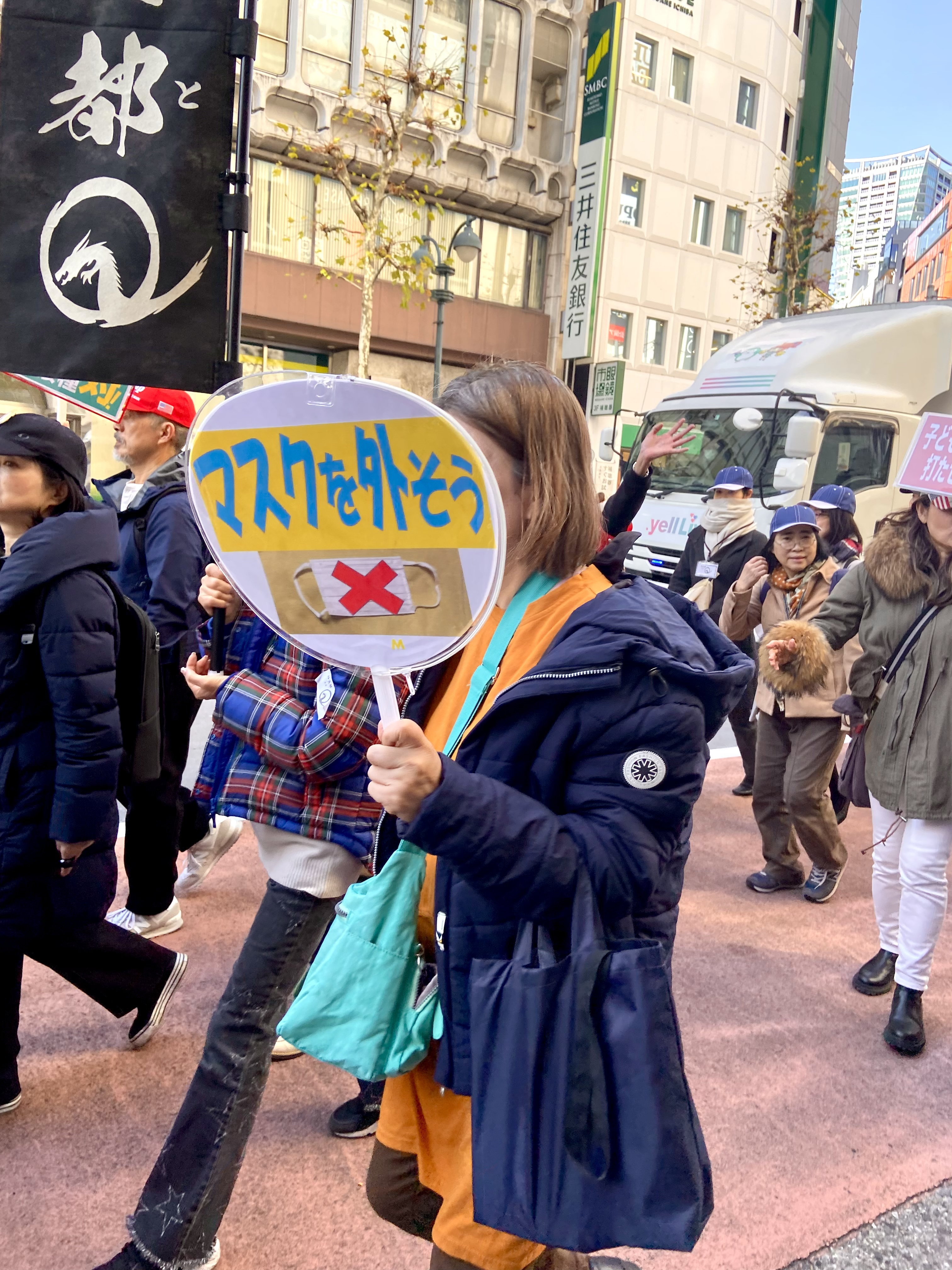
2021年末に結成された日本のQアノン派生団体「神真都Q」のデモ行進（2022年2月27日・渋谷駅前）

日本においても2020年アメリカ大統領選挙以後（2020年11月3日以降）も東京や大阪など各地で「トランプ応援デモ」が行われている。2020年11月、12月に各地で数回行われたデモの中では、反共主義、反中国共産党を掲げる幸福の科学、法輪功、統一教会分派のサンクチュアリ協会といった新宗教の関係者や新約聖書の言葉を印刷した横断幕を持つ一群、日の丸を掲げる者や、安倍晋三への支持を表明するプラカードが確認される一方で、トランプへの支持を表明するプラカード、星条旗、太極旗、南ベトナム旗、南モンゴル旗、郭文貴やスティーブ・バノンが設立した新中国連邦の旗など多種多様な旗やプラカードが確認できたという。幸福実現党の与国秀行はデモ後の街頭演説で「アメリカでトランプが今ディープステートと闘っている。私達日本人もまた闘わなければならないときに来ています。」と訴えた。日本では、Twitter上などで、日本国内でアメリカ大統領戦の不正などを主張するトランプ支持者などを「Qアノン」ならぬ「Jアノン」と呼ぶ声もある。
法輪功系マス・メディアの看中国は、2020年11月29日に東京の日比谷公園で行われた「トランプ米大統領再選支持デモ」には、日本沖縄政策研究フォーラム、統一日報、新中国連邦、大韓民国自由民主主義を守る在日協議会（韓自協）など約30の団体と1000人以上の参加者があったと報じている。デモには北海道から沖縄まで全国各地から参加者が集まり、さらには中国人、韓国人、ポーランド人の参加もあったとも報じている。このデモの実行委員長は、トランプと反トランプ勢力の戦いは「善と悪の戦い」であると演説している。デモに参加した仲村覚は看中国のインタビューに対して「もしバイデンが本当に勝ったんでしたら、おそらく日本は沖縄が中国に乗っ取られてしまうという強い危機感を持っております。問題はアメリカもそうですし、日本は事実上中国の統一戦線工作に革命ツールとして利用され、乗っ取られてしまっているということに日本全体が、気が付いていない人が多いと（思います）。」と答えている。日本の右派系メディアの文化人放送局はこのデモを好意的に報じた。また、日米を中心に旧満洲国の継承を自称して現在も活動する満洲国政府もジョー・バイデンの当選を認めていない。
2020年1月17日に福岡市内で行われた「トランプ米大統領支持デモ」では、開始前集会で参加者の男性が「ディープ・ステートはロスチャイルドやロックフェラー、中国共産党と結託しており、GAFAを丸め込んでバイデンを支持している」と言う趣旨のスピーチをしたり、デモ隊の中に「ピザゲート事件」に関するプラカードを掲げる者が現れたり、「ゴッド・ブレス・トランプ!」、「バイデンは、トランプの票を盗むな!」、「トランプは、法と秩序を守る善の大統領だ!」などの掛け声がデモ隊から上がったり、巨大なトランプ神輿を担ぐものが現れたり、マスクをつけずに旭日旗を持ち、チベット旗、東トルキスタン（ウイグル）旗、南モンゴル旗、満州旗と「人権・信仰」と書かれた文字がプリントされた腕章を付けて歩く男性がいたり、台湾旗を持つものなど多様な顔ぶれが参加していたと報じられている。参加者数は250人ほどで、サンクチュアリ協会のメンバーや個人の立場で参加したと話す中国人女性や複数の未成年者やその母親らしき女性の姿も確認できたと言う。現地で取材をしたルポライターの安田峰俊は「日本におけるトランプ支持のデモ参加者は統一教会系の新宗教団体が主催し、在野のネット右翼、反体制派の中国人などが参加しているとし、結果的に非常にカオスなムーブメントが作り出されている。」と評している。一方で安田浩一や野間易通はのりこえねっとのYouTubeチャンネルの中で、日本におけるトランプ政権推進勢力や朝鮮学校関連のヘイトデモの背後には、韓国の国情院（NIS）民間の反共主義団体がいるのではないかと推測している。

#### 2020年米大統領選
日本のSNS上では、2020年米大統領選に関する大量の陰謀論や偽情報が流れており、主な内容としては「トランプ大統領が戒厳令が発令」、「戒厳令の布告は緊急放送システムを使って行われるとみられる」、「戒厳令 速報！ペロシ逮捕 & 特殊部隊PC押収について！」、「停電したバチカンでローマ教皇が逮捕された」などがある。匿名のSNSユーザーがTwitterやFacebook、YouTubeを利用して発した例もある一方で、著名な政治評論家がSNS上で発言している例もある。元々、ゲーム実況などをしていた者が陰謀論に「鞍替え」してアクセス数を荒稼ぎしているケースも推測されるという。また、日本のネット上ではトランプのことを「おやびん」や「トランプおやびん」などと呼ぶミームがおきた。
藤倉善朗は統一教会系メディアの『ワシントン・タイムズ』や『世界日報』、法輪功系メディア『大紀元時報（Epoch Times）』といった新興宗教系メディアの存在が2020年米大統領選に関する陰謀論やフェイクニュースの発信源となっていたと指摘する。
なお、公人の中でも大紀元を引用する向きはあり、例えば元北海道議会議員の小野寺秀（自由民主党）は大紀元の報道を引用する形で「この大問題を日本のマスコミは一切スルー…今回の大統領選挙のデータだけが消去されていた事や集計ソフトに問題があった事等が判明したにも拘らず…だ。正に民主主義を嘲笑うテロ行為ではないか！【ドミニオン調査レポート「重要記録が削除された」「エラー率68％」】」といわゆる「ドミニオン社をめぐる陰謀論」についてツイートしている。
公人がトランプ寄りのフェイク情報を拡散した例としては、神戸市会議員の岡田祐二（自民党）がいる。岡田は、トランプ氏の支持者が2020年11月14日に首都ワシントンで開いた集会をめぐり、トランプ側に立ったフェイク情報をツイッターで拡散した。他にも豊島区議会議員の沓沢亮治（元Ｎ国党、元しきしま会）がトランプ支持を表明して、フェイク情報を拡散している。
2021年アメリカ合衆国議会議事堂襲撃事件においても、アメリカ議会占拠はANTIFAの仕業だという陰謀論がSNS上で広まった。このときは、単に匿名のSNSユーザーが拡散させたのみならず、『夕刊フジ』は、2021年1月8日付（7日発売）の紙面で「議事堂に侵入したデモ隊について、トランプ支持者と報じるメディアが多いが、ネット上には極左集団が紛れ込んでいるとの情報もある」と報じたり、現地のワシントンDCで2021年1月に取材をしたジャーナリストの我那覇真子が「ANTIFA犯行説」を唱えたり、朝日放送テレビの『教えて!ニュースライブ 正義のミカタ』（2021年1月9日放送）で、お笑い芸人のほんこんが「TwitterとかYouTubeとかで見させてもろたけど、警察の方々が招き入れてる映像も残ってるんですよ……これがほんまにANTIFAっていう証言も出てるんで、それは平行に〔？〕公平性をもって放送したほうがエエと思いますけども」と発言したりしている。また、日本文化チャンネル桜の水島総も「米議会侵入は本当にトランプ派か？」と題した番組（2021年1月13日放送）の中で「議会突入をした者の背後には中国政府の工作員がいるに決まっている。」、「襲撃事件後にトランプ及びトランプ派の共和党議員に資金提供をやめると発表した大企業（ロックフェラーなど）こそがディープステートの構成員だ。」という趣旨の話をしている。
ニュースサイトのLITERAは、トランプ寄りの立場から2020年米大統領選の不正デマを発した著名人の例として、小説家の百田尚樹、ジャーナリストの有本香、動物行動学者の竹内久美子、フジテレビ報道局解説委員室上席解説委員の平井文夫、高須クリニックの高須克弥、小説家の門田隆将の名前を挙げている。他に深田萌絵、田母神俊雄、ASKA、藤原直哉、石平と大高未貴、洪熒、孫向文、井上太郎、岡村幹雄、河添恵子と馬渕睦夫、仲田洋美、宮崎正弘と渡辺惣樹、篠原常一郎と山口敬之、中杉弘、フィフィらも2020年米大統領選に関する陰謀論を主張している。
右派メディアのDHCテレビジョンの『虎ノ門ニュース』は米大統領選をめぐって2つに割れた。2020年11月24日の虎ノ門ニュースで、百田尚樹、藤井厳喜が「大統領選は不正選挙だ」という立場で出演して、特に百田は番組内で「トランプの弁護士のシドニー・パウエルやL・リン・ウッドを支持する」という趣旨の発言をしたのに対して、翌日25日には上念司、ケント・ギルバートは「トランプは大統領選で正式に敗北した」という立場で虎ノ門ニュースに出演している。これに関して京本和也は、上念らを擁護して百田を批判した。その後、百田と京本の間で論争が起こり、11月29日には百田及び百田と近しい有本香が京本を裁判で訴えると表明し、上念もDHC側の要望で、虎ノ門ニュースを含むDHCテレビジョンのすべての番組から2021年1月5日付けで降板させられた。降板後に本件に関して上念は「極右や差別主義には迎合しない」という趣旨のツイートをした。
他に保守・右派サイドからの2020年米大統領選に関する陰謀論への批判を行った者として、言論人には倉山満、渡瀬裕哉、渡部悦和、江崎道朗、政治家には野田聖子、音喜多駿、武井俊輔らがいる。倉山はトランプ関連の陰謀論を唱える右派の言論人に対して「ネトウヨ言論人どもの所業、目に余る」、「ネトウヨメディアに出演する言論人に、言論の正当性などという概念はない。サービス業の如く、客が望む言論を発するだけだ」と辛らつに批判した。渡部もトランプ支持者に批判されたが、渡部自身はトランプ支持者を「日本の主要メディアをマスゴミと馬鹿にして信じないし、そこから情報を入手しようとしない。無条件に信じているのはトランプがツイッターなどで発信する内容だ。自分が信じていることを裏付けてくれる出所不明の権威のない情報に飛びついて、ファクトチェックをしないで信じている。」とこれを批判しつつ、分析している。
木下ちがやは、アメリカ大統領選の不正選挙の陰謀論を唱えた百田及びその支持者のネット右翼がそれに異を唱えた上念らを攻撃する様について、上念らを「常識的な右翼言論人」と一旦は捉えた上で、この陰謀論に加担する右翼言論人は「もう限界値を超えてしまい、後戻りできないところに行ってしまった残念な保守（限界ネトウヨ）」とし、一連の出来事は「安倍政権終焉で始まった右翼の内ゲバ」と分析した。古谷経衡も、日本の保守派やネット右翼がトランプ支持を表明し、大統領選の不正選挙論まで唱えた背景には「第2次安倍政権のイデオロギーを継承しない菅義偉政権に不満を溜めていた彼らにとって、トランプ前大統領は心のよりどころだったからだ」と安倍政権の終焉に絡めて、これを論じている。
江川紹子はオウム真理教の行った不正選挙主張、在特会のいわゆる在日特権の主張、2017年の特定の弁護士への大量懲戒請求（余命事件）といった過去にあった日本の陰謀論の事例と今回のQアノン現象の類似を指摘した上で「陰謀論は善悪二元論だからシンプルだし、面白くて分かりやすい。だけど、現実はもっと複雑で、面倒臭いし分かりにくいものですよね。日本のメディアも分かりやすさを最優先させてきた、という点で、土壌を作る役割を果たしてしまったところはあると思います。」と分析した。
保守・右派サイドからの陰謀論が目立つが、大袈裟太郎によると、軍産複合体に反対するリベラル系の中にも「不正選挙デマ」に乗る者がいるという。その理由としては「リベラル派の中にトランプ支持が浸透する大きな理由は『トランプは戦争をしていない』というイメージ」があるからだという。沖縄の基地反対運動を行う人、山本太郎が代表のれいわ新選組の支持者の人、さらには香港の民主派の人の中にすらトランプ支持の声があると大袈裟は報告している。また、Kダブシャインなどいわゆるスピリチュアル系の人やその系統のミュージシャンにも不正選挙論は浸透しているとも大袈裟は指摘する。その理由としては「社会経験の乏しさから、社会の構造への認知が歪んでおり、そこにQ的な陰謀論が入り込むのだろう」という。なお、熱を入れてQアノンに染まってしまったKダブシャインは今や名前を捩られ「Qダブシャイン」とアメリカで呼ばれてしまっているとも大袈裟は報じている。
日本国内で新型コロナウイルス感染症 (COVID-19)に関するPCR検査所に抗議する活動をしている集団が、Qアノンと相互に影響しあっているという指摘もある。

## 主張

### 「Q」の投稿

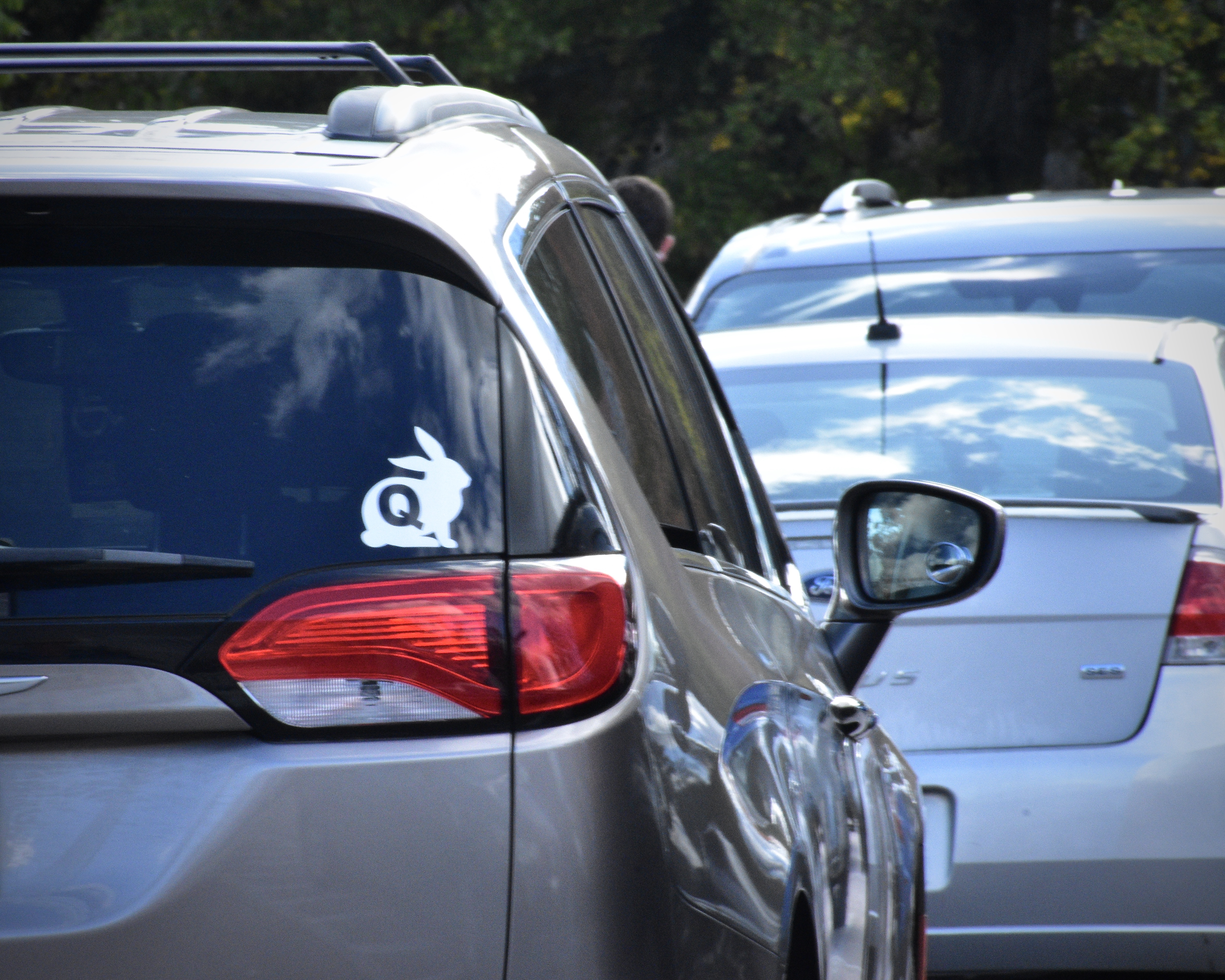
白いウサギをモチーフにしたQアノンのロゴ。これは「白ウサギを追え」という「Q」の発言が基になっており、「ネットで陰謀論について調べて隠された『真実』を発見しろ」ということを暗示している。

「Q」は、4chanと8chan（現・8kun）に数千件の投稿を行っている。これらの投稿は「ドロップ（drops）」や「パンくず（breadcrumbs）」と呼ばれ、暗示的で謎めいており、検証不可能なものが多い。中には暗号化されたメッセージと思われる文字列も存在する。「Q」は、「言い過ぎた」とか「最後まで秘密にしておかなければならないこともある」という風に、いわくありげな口調で投稿を行っている。また、秘密結社に対して最終的には勝利するということを信者に信じさせるために、「計画を信じろ」「ショーを楽しめ」「来るものを止めることはできない」といったフレーズを多用している。「Q」のメッセージは通常、すべてが計画通りに進んでおり、トランプが優勢で、敵対者は全員刑務所送りになると主張する内容となっている。また、「Q」は信者らに「白ウサギを追え（Follow the White Rabbit）」と述べ、自分で「真実」を調べることを推奨した。Qアノンの信者らは、ハッシュタグやFacebookのグループ名に「白ウサギ（White Rabbit）」というフレーズを使用するようになった。このFacebookグループは、2020年に約9万人のメンバーを擁するまでに成長した。
2017年に始まった初期の投稿の大部分は、外国勢力と「ディープステート」の共謀に関する主張で占められている。2018年には、「オバマ政権はイランや北朝鮮に技術を供与する計画を立てていた」などの地政学的な陰謀論に言及した。その後、「Q」は新たな標的へ移行し、「全米家族計画連盟は利益のために胎児を搾取している」などと主張したり、秘密結社のメンバーであるとしてルース・ベイダー・ギンズバーグなどを非難する投稿を行った。この数年間、ロシア疑惑や児童買春、ジェフリー・エプスタイン、ANTIFA、およびハンター・バイデンなどが話題となった。「Q」のメッセージは時間とともに曖昧なものになっていき、信者自身の信念と重ね合わせ、新たなバリエーションの陰謀論を展開できるようになった。
作家のウォルター・カーンは、「Q」は証拠を直接提示するのではなく「手がかり」を少しずつ出すことで信者を魅了しており、数ある陰謀論の中でも革新的なものであると評している。彼は「インターネットに投稿される物語の読者は、それを読みたいのではなく書きたいのである。提供された答えは望んでおらず、それらを検索したいのだ」と述べている。しかしながら、「Q」のメッセージは、以下のようなすぐに真偽が判明する具体的な予言に依存していることが多い。
- ヒラリー・クリントンは逮捕される寸前であり、国外逃亡を試みる[160]。
- 2017年11月3日に「嵐」が始まる。
- 2018年2月1日に国防総省を巻き込んだ大事件が発生する。
- 2018年2月10日に大統領に狙われた人々が一斉に自殺する。
- 2018年2月16日にロンドンで自動車爆弾テロが発生する。
- トランプによる軍事パレードは「決して忘れられないものになる」。
- ファイブ・アイズは「長くは続かない」。
- 2018年4月10日に重慶で何か大きなことが起こる。
- 2018年5月に北朝鮮に関する「爆弾発言」の暴露がある。
- 2018年3月にヒラリー・クリントンによる悪行の「決定的証拠」となる動画が現れる。
- ジョン・マケインは上院議員を辞任する。
- マーク・ザッカーバーグはFacebookを辞職して国外逃亡する。
- その次はTwitterのCEOであるジャック・ドーシーが辞職に追い込まれる（上記のザッカーバーグに対する言及のあと）。
- フランシスコ法王が重罪で逮捕される。
- 2021年1月10日9時（東部標準時）にドナルド・トランプが「世界緊急放送システム」を用いて世界に向けて声明を発する。

「Q」は、外れた予言や虚偽の主張を意図的なものであるとして何度も退けており、「偽情報も必要だ」と主張している。これを受け、心理学者のステファン・ルワンドウスキーは、陰謀論の「自己欺瞞的性質」を強調して論じた。それによると、「Q」はもっともらしい否認を行っており、陰謀論と矛盾する証拠があっても「信者の心の中では妥当な証拠と化す」という。「Q」は、上記の外れた予言と同様に、以下のような多数の根拠のない主張を展開している。
- 北朝鮮の金正恩はCIAが任命した傀儡の支配者であるという主張[169]。
- ドイツのアンゲラ・メルケル首相はアドルフ・ヒトラーの孫娘であるという主張（2018年3月1日）[170]。
- 「銃乱射事件はすべて秘密結社によって行われている偽旗作戦である」という主張（2018年7月7日に『デイリー・ビースト』の記事が指摘）[17]。
- 下院議員で民主党全国委員会委員長のデビー・ワッサーマン・シュルツは、エルサルバドルのギャング「マラ・サルバトルチャ」を雇ってDNC職員のセス・リッチを殺害したという主張（2018年2月16日）[74][171]。
- バラク・オバマ、ヒラリー・クリントン、ジョージ・ソロスらはトランプに対するクーデターを計画しており、国際的な児童売春組織に関与しているという主張[172][173]。
- ロバート・モラーによるロシア疑惑の捜査は、実際には上述のクーデターに対するトランプ主導の反撃であり、トランプは民主党を極秘裏に調査するために、ロシアとの共謀を装ってモラーを任命したという主張[21]。
- 一部のハリウッドセレブは小児性愛者であり、ロスチャイルド家は悪魔崇拝のカルト教団を率いているという主張[20]。これは、1970年代から出回っている政治的疑惑や噂と同種のものである。一般的には、捜査官が既存の悪魔崇拝カルトを利用して左翼活動家をおびき寄せて脅迫したり、フランクリンの児童買春組織疑惑（英語版）の場合には、エリート共和党員による悪魔崇拝的な性的虐待を行ったりすることが疑惑の中心となっていた。昔の陰謀論と今回のQアノンの大きな違いは、共和党員ではなく民主党員が悪役にされている点である[174]。

### 秘密結社と「嵐」
Qアノンの中心的概念は、「悪魔崇拝者・小児性愛者の秘密結社（ディープステートやカバールと呼ばれる）によってこの世界は支配されており、トランプはその秘密結社による悪行を止めようと密かに戦っている。そして、匿名の存在である『Q』は、この裏の戦いに関する詳細をネット上で暴露している」というものである。この秘密結社は、政治家・主要メディア・ハリウッドを支配することでその存在を隠していると考えられている。「Q」による暴露は、秘密結社の崩壊が差し迫っていることを暗示しているが、Qアノンコミュニティを構成する「愛国者」たちの支援によってのみ達成されることも示唆している。秘密結社が崩壊する際には、何千人もの秘密結社メンバーが逮捕・投獄され、米軍が国の支配を取り戻し、地上に救いと楽園がもたらされると信じられており、「嵐（英: The Storm）」や「イベント（英: The Event）」などと呼ばれている。また、Qアノンの思想は、トランプ自身と彼に近い関係者以外の政府高官と政府機関、および主要メディアを拒絶するよう示唆するものとなっている。
Qアノン信者が秘密結社のメンバーであると信じている著名人には、ジョー・バイデン、バラク・オバマ、ヒラリー・クリントンなどの民主党の政治家、ジョージ・ソロス、ビル・ゲイツなどの実業家、フランシスコ教皇、ダライ・ラマなどの宗教指導者、アンソニー・ファウチ、およびオプラ・ウィンフリー、エレン・デジェネレス、レディ・ガガ、クリッシー・テイゲンなどのエンターテイナーが含まれる。トム・ハンクスは、Qアノン信者から特に狙われている人物であり、コロナ禍が始まり隔離された際、Qアノンの信者らは「児童虐待容疑でトム・ハンクスは逮捕された」というフェイクニュースを捏造・拡散した。その後も同様の疑惑が続き、2021年7月には「ハンクスは米軍に処刑された」というパロディサイトの記事を真に受けるQアノン信者も現れた。
2020年アメリカ合衆国大統領選挙が行われるまで、Qアノン陰謀論のナラティブの中核を占めていた主要教義の一つは、「トランプが圧勝して再選し、2期目はディープステートを完全に打倒するために費やされ、秘密結社の解体とリーダーの逮捕により『嵐』がやって来る」という繰り返し行われた予言である。トランプが選挙で負けると、「Q」の投稿頻度は急激に低下し、2020年12月8日に最後の「ドロップ」を行った「Q」は完全に投稿を止めた。Qアノン研究者のマイク・ロスチャイルドは、この運動は「新たなドロップの必要性を失っており」、トランプの敗北によってQアノンの核となる予言が外れたため、「Q」が復活することは難しいと述べている。しかし、「コミュニティが前進を続けるために新しいドロップを本当に必要としている」場合は、「Q」が投稿を再開する可能性があると付け加えている。Qアノンの信者らは、古い投稿の中から、これまでに明らかになっていない手がかりを探し続けたり、新しい陰謀論を派生させたりして独自に活動を続けた。その後、信者らは、以下のような「トランプは大統領職に留まる、あるいは政権に復帰する」という内容の複数の予測を立てた。
- 2021年1月20日に行われるジョー・バイデンの就任式は、民主党に仕掛けられた巧妙な罠であり、トランプが政権に留まっている間に民主党員は一斉に逮捕され、処刑されるという予測[185]。
- 2021年3月4日にドナルド・トランプが第19代大統領として就任するという予測。これは、「1871年のコロンビア特別区基本法（英語版）によってアメリカ合衆国は法人化された」というソブリン市民運動（英語版）が提唱している陰謀論から派生したものであり[186]、トランプがユリシーズ・グラントに次ぐ第19代大統領として就任すれば、アメリカは法人ではなくなり、再び建国の父が始めた本当のアメリカに戻るという主張がなされている[187][188]。3月4日が就任日となっているのは、1869年以降の合衆国憲法の修正を陰謀論信者らが認めていないためである[189]。
- 2021年3月20日にドナルド・トランプが再び大統領に就任するという予測。2021年3月4日にトランプが就任するという予言が外れたため、Qアノンは就任日を2021年3月20日に「延期」した[190]。

### 子供の大量誘拐と悪魔崇拝儀式

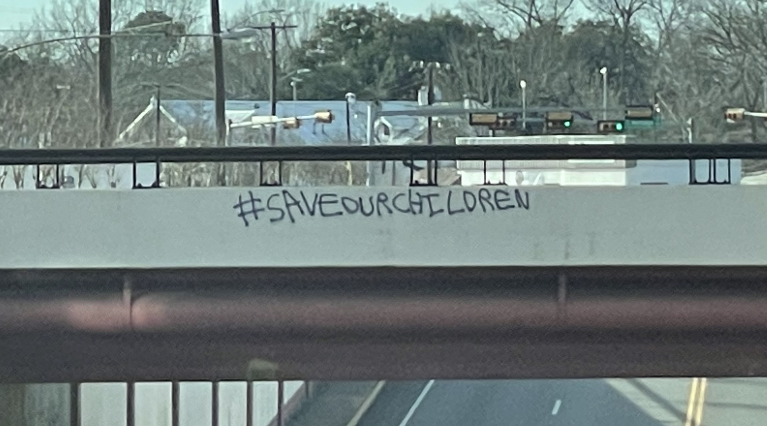
テキサス州ラフキンの橋に書かれた「#SAVEOURCHILDREN」の落書き

Qアノンには、「児童買春組織に供給するために子供が大量に誘拐されている」というピザゲート陰謀論の概念が取り込まれており、事実上ピザゲートと習合している。信者は、この児童買春組織をディープステートやカバールと同一視しており、トランプがこの犯罪ネットワークと戦っている唯一の人物であると考えている。さらに、「政治家とハリウッドセレブは、子供の血液からアドレナリンを抽出し、『アドレノクロム』と呼ばれる向精神薬を作成する『アドレノクロム・ハーベスティング（英: adrenochrome harvesting）』に関与している」という陰謀論も含まれており、恐怖を感じた際に分泌されるアドレナリンを抽出するために、子供が拷問されたり、悪魔崇拝の儀式で生贄にされていると主張されている。ヒラリー・クリントンとフーマ・アベディンが子供を殺害している様子であると主張されている『Frazzledrip』という動画は、「アドレノクロム・ハーベスティング」の様子を映していると主張されている。Qアノンの一説では、アドレノクロムは若さを保つために用いられるエリクサー（不老不死の薬）であるとされる。
2020年6月、「Pentagon Pedophile Task Force」と名乗るグループが、ペンタゴンや米国政府機関とは何の関係もないにもかかわらず、「ニューヨークで数万人の子供が人質に取られ、拷問を受けている」というデマを流布し、注目を集めた。また、2020年までに一部のQアノン信者がTwitterのハッシュタグ「#SaveTheChildren」（または「#SaveOurChildren」）を使い始めた。これは、児童福祉団体「セーブ・ザ・チルドレン」の商標名と同じであるため、セーブ・ザ・チルドレンは同年8月7日に名前の無断使用に関する声明を出している。同年9月、FacebookとInstagramは、ハッシュタグを検索したユーザーを児童福祉団体にリダイレクトすることで、#SaveTheChildrenがQアノンと関連付けられることを防止する措置を講じた。10月には、Facebookはハッシュタグへのリーチを制限することを発表した。Qアノン信者は、家具会社のWayfairが児童人身売買被害者を販売して出荷するための密約をしていたとする陰謀論（ウェイフェアゲート）も同時期に流布していた。
米国と英国における同様のグループは、児童の性的虐待や人身売買への関心を高めようとする抗議活動の実行に取り組んだ。これらの抗議活動やハッシュタグは、ソーシャルメディアの規制を回避することが多く、反トランプ派を含む女性や若者などの関心を集めた。これらのグループは、パステル・Qアノンのコミュニティとつながっていると考えられている。
Qアノン信者が著名人に投げかけている児童虐待疑惑は、2018年に複数のハリウッドスターの小児性愛傾向を告発したアイザック・カッピーの未証明の主張に由来していることが多い。
陰謀論研究者のトラビス・ビューは、『ワシントン・ポスト』のコラムにおいて、「Qアノンやピザゲートの信者は、児童性的虐待に対する戦いの信頼性を毀損しており、彼らが展開する根拠のない主張が実際の犯罪から人々の目を逸らせることにつながっている」と述べている。また、これらの陰謀論の信者らは、自身が全く関与していない犯罪者の逮捕をあたかも自らの功績かのように喧伝しており、Qアノン陰謀論の拡散者であるジョーダン・サザーは、ジェフリー・エプスタインの逮捕を4chanと8chanのおかげだと述べた。しかし、調査報告も起訴状もこれらの掲示板については一切触れていない。エプスタインの死に関するいくつかの陰謀論は、Qアノン信者の増加に貢献した。

### その他の主張
Qアノン運動の分析と反論を行っている調査報道ポッドキャストの『Qアノン・アノニマス』は、常に進化し、新たな主張を追加していく能力があることから、Qアノンを「包括的陰謀論」（英: big tent conspiracy theory）と呼んでいる。Qアノンは、他のさまざまな既存の陰謀論の要素を取り入れており、たとえば、直接的な前身となったピザゲートのほか、ケネディ暗殺陰謀説、アメリカ同時多発テロ事件陰謀説、未確認飛行物体など、ずっと古い陰謀論の要素も取り入れられている。2018年、リズ・クロキンは、ジョン・F・ケネディ・ジュニアは死んだように装っており、彼が「Q」の正体であると述べた。他の信者は、ケネディ暗殺陰謀説を取り入れ、「ヴィンセント・フスカというピッツバーグ在住のトランプ支持者は、一般人に扮装したケネディ・ジュニアであり、2020年米大統領選でトランプ陣営から出馬するだろう」と主張した。2021年11月、ケネディ大統領暗殺現場のディーリー・プラザに、ケネディ元大統領とケネディ・ジュニアの復活を期待して数百人が集まった。参加者は、このイベントがトランプの大統領復帰を告げ、トランプがケネディ・ジュニアに大統領の座を譲り、マイケル・フリンが副大統領に任命されることを期待していた。なお、Qアノン研究者のウィル・ソマーによると、Qアノン信者の中でもケネディ・ジュニアに関する説を信じているのは約20%に留まり、大多数は「あまりにも馬鹿げている」と判断しているという。
Qアノン信者の中には、その親和性の高さから、「ほとんどの法律や徴税は違法であり、完全に無視してもよい」と主張する反政府的税抗議運動の「ソブリン市民運動」に加わっている者もいる。また、「世界を裏で支配している悪魔的秘密結社は、人間に化けている爬虫類型宇宙人（レプティリアン）で構成されている」と主張するレプティリアン陰謀論の信者も存在する。
2018年、「Q」は、「ワクチン（すべてではない）」は大手製薬会社陰謀論の一部であると発言した。新型コロナウイルス感染症の流行と結びついた不安と孤立によって、陰謀論と反ワクチン的言説の拡散が促進されたため、多数のQアノン信者はこれをQアノンの拡散に利用した。このうち、「Q」の投稿による指示はほとんどなく、「Q」は2020年3月23日に新型コロナウイルスを「中国ウイルス」と呼称するまでコロナ禍には言及せず、同年4月8日まで「COVID-19」という名称も使わなかった。しかし、Qアノンコミュニティのインフルエンサーたちは、公然と反マスク・反ワクチンを掲げ、コロナ禍に関する他の誤情報と同様に、コロナ否認主義の拡散に貢献した。特に注目すべきなのは、新型コロナウイルスの「奇跡の治療法」であると称して、「ミラクルミネラルソリューション（英: Miracle Mineral Solution、MMS）」という工業用漂白剤を飲むことを奨励していたことである。「Q」は、「民主党が感染者を老人ホームに強制収容しており、米国におけるコロナ関連死のほとんどは意図的に引き起こされている」などと非難し、当時トランプが支持していたヒドロキシクロロキンが治療薬であることを示唆した。Qアノン信者の中には、コロナ禍は実在しないと主張する者もいれば、「ディープステート」によってでっち上げられたものだと主張する者もいる。また、Qアノン信者は、陰謀論を拡散するためのプロパガンダ動画「プランデミック』（英: Plandemic）」の宣伝にも貢献した。
2022年3月、CNN、France 24、フォーリン・ポリシーは、米国が設立した研究所がウクライナにあるというロシアの陰謀論・偽情報をQアノン信者が拡散していると報じた。ロシアの国営メディアは、「米国の極秘生物学研究所」が兵器を製造しているとの虚偽の主張を行ったが、米国とウクライナ、および国連はこれに反論している。実際には、研究所はソ連時代の生物兵器計画の残滓を確保・解体するために設立されたものであり、それ以降は新たな伝染病の監視と予防のために使用されているものである。研究所は極秘ではなく、公的にリストアップされており、米国ではなく現地のウクライナ当局が所有・運営している。Qアノン信者は、これを陰謀論的に解釈し、「ウクライナにある『軍事研究所』を破壊するために、プーチンはトランプと手を組んだ」などと主張しており、ロシアのウクライナ侵攻を正当化している。
なお、ロシアのQアノンチャンネルの中にはウクライナ侵攻やプーチンに反対するものも存在する。

## 分析

### 「Q」の正体
「Q」の人物像は、政府の機密情報にアクセスできる人脈を持ち、それによって得た知識を匿名掲示板の4chanや8chan（現・8kun）のユーザーに暴露することで、自らを危険に晒しているというものであった。
「Q」は、冷静で威圧的な口調を使い、他のユーザーと交流することはほとんどなく、自身の主張に反対するユーザーと議論することもなかった。2021年、調査報道サイトの『ベリングキャット』は、最初の「ドロップ」の数日後に「Q」が公開した、他と比べてあまり有名ではない複数の投稿を分析した。そのメッセージには、後に投稿された「Q」のメッセージと同じ特徴が見られるが、「Qのキャラクター」に沿っておらず、他の4chanユーザーと同じような言動を取っていることが示されている。ベリングキャットの分析によると、この時点での「Q」は、まだ自身の「キャラクター」を完成させておらず、普段ネット上で使う人格の状態で落ち着いている段階であり、「Q」の中の人は端から強力な政府関係者などではなく、多くの4chanユーザーの内の一人だったことを示唆しているという。

#### 複数の人物説
2020年以降、「Q」は複数の人物が協力して管理している人格であるということが研究者の間で定説となっている。「Q」の投稿を対象に計量文献学的分析を行った研究では、少なくとも2人の人物が異なる時期に「Q」という名前で投稿を行ったことが示唆されている。
4chanや8chanといった匿名の画像掲示板は、投稿者の身元が分からないように設計されているが、匿名のまま複数の投稿の間で一貫した身元証明を行いたい人は「トリップ」という機能を2ちゃんねると同様に使用できる。トリップは、トリップコードを知っている人にのみ与えられる固有のデジタル署名であり、投稿と関連付けることができる。これまでに「Q drops」というQのトリップに関連付けられた投稿は何千件もあったが、トリップは何度か変更されており、投稿者の継続的な身元は不明瞭になっている。8chanはトリップコードを簡単に破れることで有名であり（いわゆる「トリバレ」や「漏れ」）、Qのトリップコードは何度も漏洩し、Qになりすました人々に利用されてきた。2019年11月に8chanが8kunとして数か月ぶりに復帰した際、8kunに現れた「Q」は、自分自身が本物であることを示すために、以前の8chanの投稿に写っていたペンやノートの写真を投稿し、8chanにおけるトリップを使い続けた。

#### ポール・ファーバーとワトキンス親子説

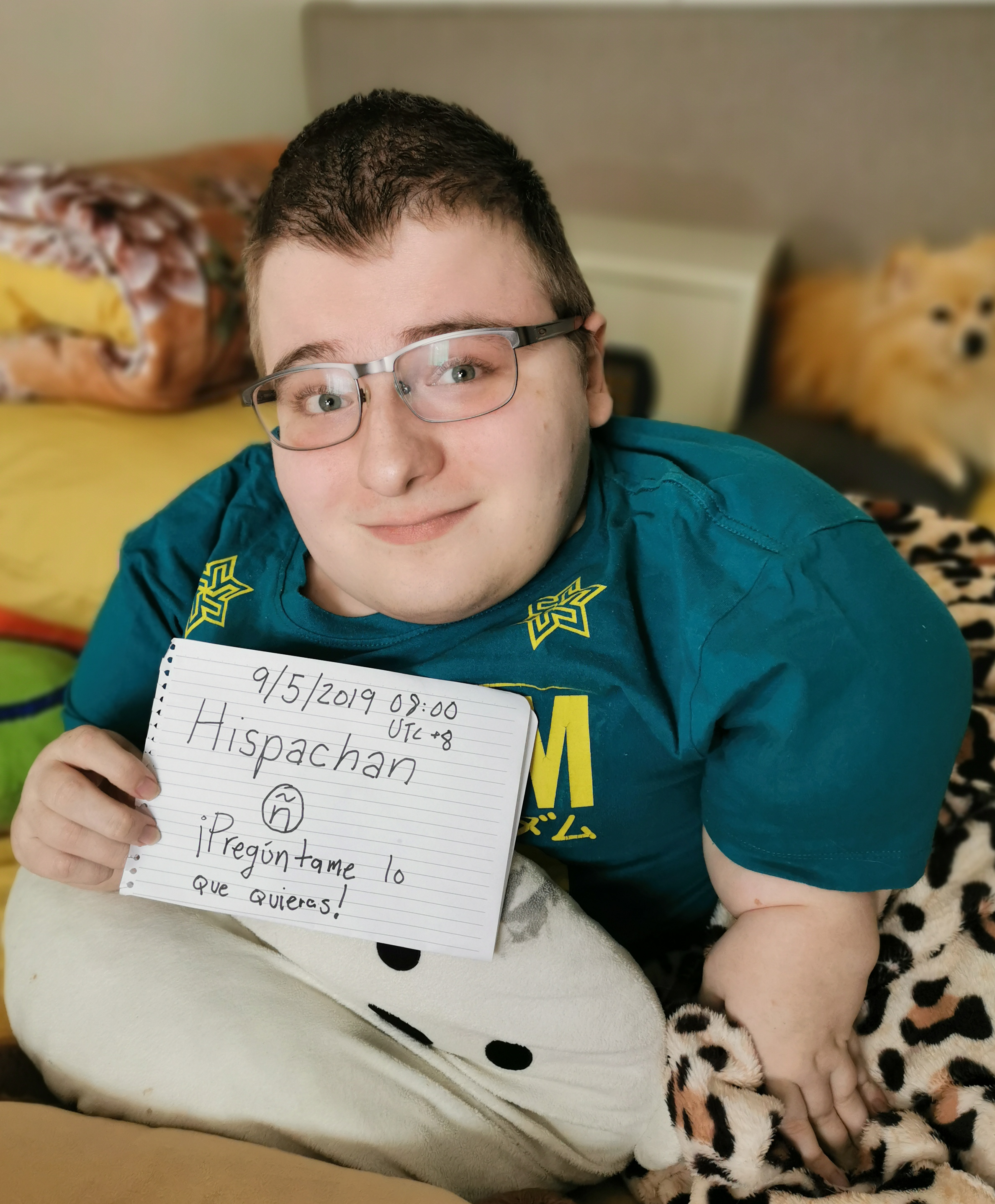
8chan開設者のフレドリック・ブレンナン

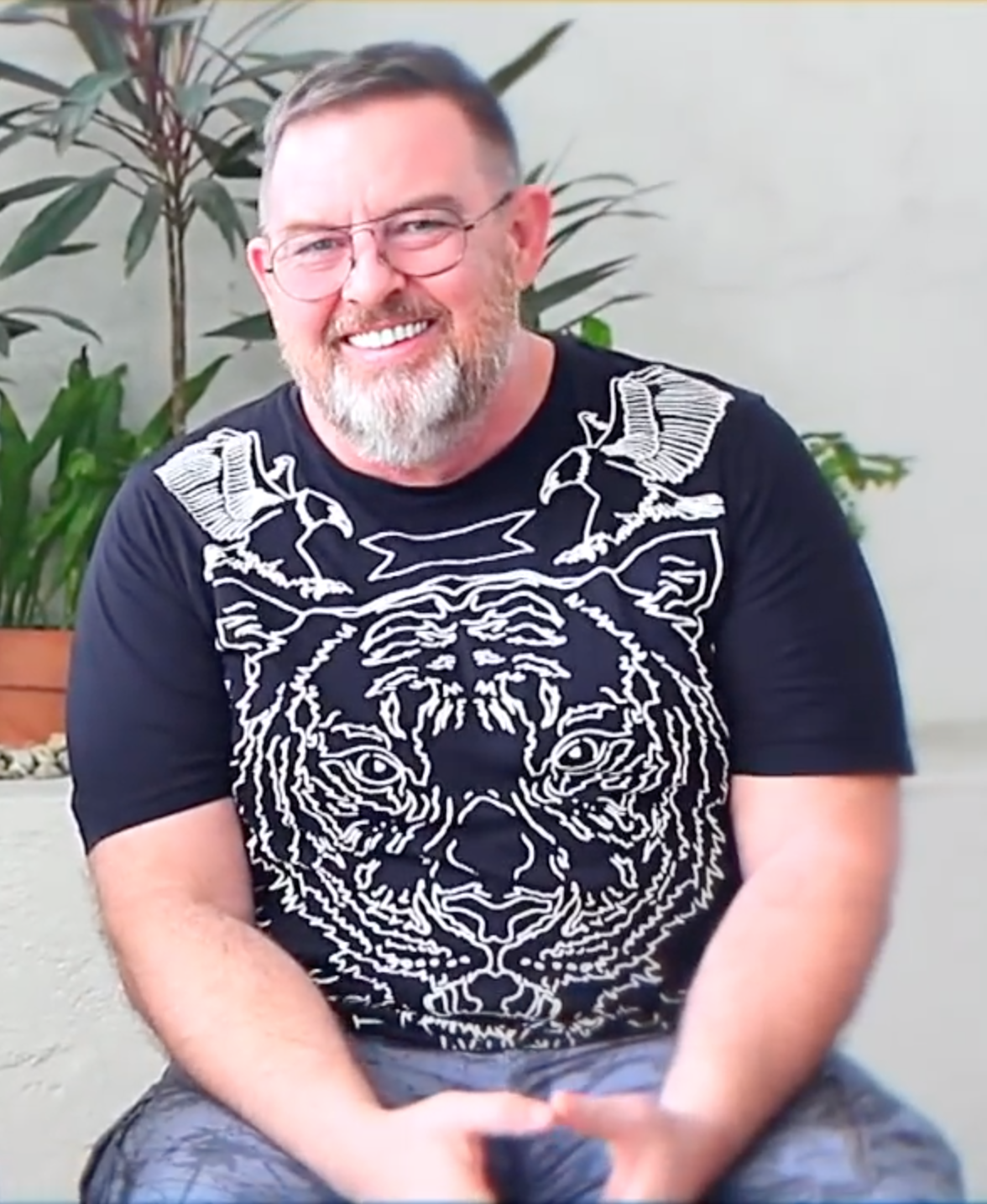
2ちゃんねると8chan運営者のジム・ワトキンス

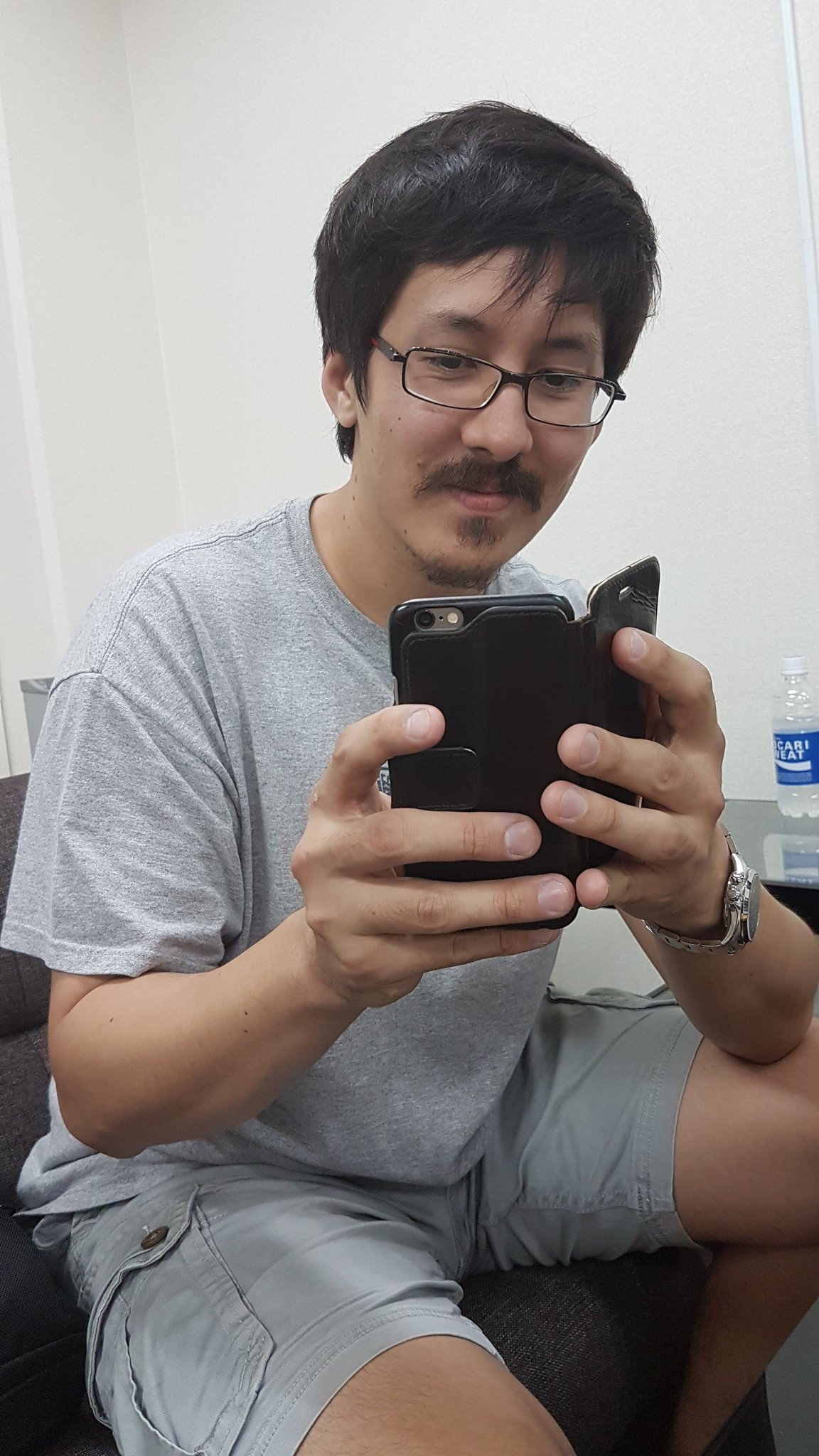
8chan元管理人のロン・ワトキンス

「Q」のトリップコードは8chanのサーバーによって一意に検証されるものであり、他の画像掲示板では再現できないため、2019年に発生したエルパソ銃乱射事件に関連して8chanが閉鎖された後、「Q」は投稿を行えなかった。このことは、8chanの管理人であるジム・ワトキンス、および彼の息子で元8chan管理人のロン・ワトキンスが、「Q」の正体を確実に知れる数少ない人物であることを意味している。8chanの創設者であるフレドリック・ブレンナンは、「『Q』はジムかロンのことを知っているか、あるいは雇われた」と発言している。その後、「『Q』本人でなくても、『Q』が誰であるかはいつでもわかる」と述べている。また、「彼は世界で唯一、『Q』とプライベートに接触できる人物なんだ」とも語っている。
2020年9月、ブレンナンは、「Q」のアカウントは当初、別の人物によって管理されており、2017年末から2018年初頭にかけて、ジムとロンが引き継いだと推測した。彼の説によると、最初期にQアノンを拡散した、4chanモデレーターの一人である南アフリカのソフトウェア開発者、ポール・ファーバーが最初の「Q」であり、ロンが8chanの管理人権限を利用してファーバーからアカウントを奪ったという。しかし、ファーバー、ジム、ロンの三者ともに「Q」であることを否定しており、正体も知らないと述べている。
ドキュメンタリー映画監督のカレン・ホーバックは、ワトキンス親子とブレンナンに3年間密着し、Qアノンの起源と8chanの関連性を調査した。その調査を元に制作されたHBOのドキュメンタリー番組『Q: イントゥ・ザ・ストーム』の最終回で、ホーバックは、ロンとの最後の会話を紹介している。ロンは、カメラに向かって次のように述べている。
私はこの約10年間、毎日、匿名でこのような調査を行ってきました。現在では公にしていますが、それが唯一の違いです。基本的には3年間の諜報活動の訓練で、一般人に諜報活動のやり方を教えていました。基本的には、私が以前匿名でやっていたことなのですが、「Q」として行っていた訳ではありません。（そう言うと彼は笑い、次のように続けた）「Q」として行っていた訳ではありません。本当です。なぜなら、私は「Q」ではないし、「Q」であったこともないからです。
ホーバックは、これをロンの不用意な告白とみなし、このインタビューとその他の調査から、「ロン・ワトキンスが『Q』である」と結論づけた。ロンは、シリーズ初放送の少し前に、Qであることを再び否定した。
2022年2月19日、『ニューヨーク・タイムズ』紙は、法言語学的解析によって「Q」の正体が特定された可能性があると報じた。報道によれば、スイスとフランスのチームが機械学習を用いた自然言語処理によって「Q」の文体を、それぞれ独自の手法で解析したという。たとえばスイスのOrphAnalyticsは「Q」と疑われている6人の文章を特殊なソフトウェアに読み込ませた。一方でフランス国立古文書学校のチームは、10万語以上におよぶ「Q」の投稿パターンを人工知能に学ばせた上で「Q」と疑われている13人、計1万2千語以上と比較した。その結果、両チームはポール・ファーバーとロン・ワトキンスが「Q」であると結論づけた。分析結果の正確性は92%以上だとしている。
ちなみにファーバーは、8chanにあった/cbts/（Calm Before the Storm、嵐の前の静けさ）という掲示板も運営していた。スイスのチームは「当初はファーバーのみ。その後はファーバーとロンの両方。その後はロンだけと文章が似ている」と指摘した。それぞれの期間は、4chanの/pol/（Politically Incorrect、非ポリコレ板）に「Q」が初めて現れた後、8chanの/cbts/に移行し、さらに8chanの/thestorm/という別の掲示板に「Q」が移行した時期と重なっている。「Q」の不自然な移行についてファーバーは「ロンとジムが、自分たちにとって都合の良いようにQを利用するために、Qを乗っ取った」と推測しており、ブレンナンも「（技術的な面から）Qを乗っ取ることができたとしたら、彼しかいない」「Qは誰か、確信している。ロンだ。Qの力を盗みたかったんだろう」と語っている。なお、ファーバーは「Q」との文章の関連性について「Qの投稿は、私の文章の書き方を変えるほどに大きな影響を与えるものでした」とした上で、「私はQではありません」と否定した。

#### その他の説
「Q」の正体や動機については、さまざまな憶測が飛び交っている。軍の情報将校や、トランプ政権の内通者、4chan発祥のシケイダ3301による代替現実ゲーム、左翼アーティスト集団、マイケル・フリン、スティーブン・ミラー、またはトランプ自身であるといった説がある。

### スローガンと語彙
Qアノンの拡散には、一連のスローガン、キャッチフレーズ、バズワード、およびハッシュタグが常に付随しており、その人気とネット上での存在感を高めるのに貢献している。「カバール（英: cabal、直訳で「陰謀団」）」や「嵐（英: The Storm）」などの用語や、「計画を信じろ」「ショーを楽しめ」などの「Q」が多用しているフレーズは、最も人気があるQアノン用語の一つである。「Q」による「ドロップ」は、「パンくず」（「Q」自身はこの言葉を使っている）とも呼ばれ、これらの投稿を分析する信者たちは、「パンくず」を組み立てて「生地」を、つまりは「パン」を作り、手がかりを組み合わせて物語の理解を深める「パン職人」であると自称している。
Qアノン信者が初期に使用したスローガンの一つは、「白ウサギを追え」というものだった。Qアノンの人気スローガンは「Where we go one, we go all（日本語だと「我々は一致団結して進んでいく」という意味、頻繁にWWG1WGAと略される）」であり、2018年4月に「Q」が最初に使用したものである。「Do your own research（自分で調べてください）」または「Do the research（調べてください）」というフレーズは、Qアノン陰謀論を見つける「手がかり」を探すよう促すものとなっている。「Q sent me（『Q』が私を送った）」というフレースは、「Q」への「忠誠」を宣言する言葉となっている。
他によく使われるフレーズは、トランプ支持者を意味する「ホワイトハット」（英: white hat）、秘密結社「ディープステート」の手先を意味する「ブラックハット（英: black hat）」、大衆が真実に目覚めるときを意味する「大いなる覚醒（英: great awakening）」、Qアノン陰謀論を認識することを意味する「レッドピル」（英: red pill、「レッドピルを飲む（"taking the red pill"）」などの用法がある）、マスメディアの報道を信じ、Qアノンを信じない人々に対する蔑称である「シープル」（英: sheeple、羊 sheep と 人々 people を組み合わせたかばん語）などがある。また、「Q」はアルファベットで17番目の文字であるため、「17anon」という言葉が「Qアノン」という言葉の規制回避のために隠語として使われることもある。

### 派生要素
Qアノンは、歴史家のリチャード・ホフスタッターが「アメリカ政治におけるパラノイド・スタイル」と呼んでいる現象として理解するのが最も良い可能性がある。彼は同名のエッセイを1964年に著しており、そこでは宗教的至福千年説と終末論について解説されている。Qアノンは「嵐」（創世記での洪水の物語や審判の日）や「大いなる覚醒」といったキリスト教的な表現を用いており、18世紀初頭から20世紀後半にかけての歴史的・宗教的な大覚醒を想起させるものとなっている。Qアノンに関するある動画は、トランプと「カバール」（陰謀の首謀者であるとされている秘密結社の名前、ディープステートと呼ばれることもある）の間で繰り広げられている戦いは「聖書的」であり、「地球のための戦い、善対悪の戦い」であるとしている。Qアノン信者の中には、差し迫っているとされる報復の日は我々が知るような世界の終わりではなく、新たな始まりであり、生き残った人々のために地上に救いと楽園がもたらされる「逆の携挙」であると述べている人もいる。
キリスト教の牧師の中には、自分の信徒にQアノンを紹介している人もいており、少なくとも一人の牧師が、Qアノンとキリスト教を組み合わせた考えを広めている。
Qアノンは、発生から1年足らずで一般の人々に大きく認知されるようになった。2018年8月の『ワシントン・ポスト』紙に掲載されたクアルトリクスの世論調査によると、フロリダ州民の58%がQアノンに関する見解を持つほどQアノンに精通していた。なお、見解を持っていた人のうち、ほとんどの人は好ましくないと回答している。フィーリング・サーモメーターの平均スコアは20点ほどで、非常にネガティブな評価であり、他の政治家によるスコアの約半分であった。Qアノンに対する肯定的な感情は、陰謀論的思考に高い受容性を持つことと強い相関があることが判明した。
ピュー研究所による2020年3月の調査によると、アメリカ人の76%がQアノンについて聞いたことがないと回答し、20%が「少し聞いたことがある」と回答し、3%が「よく聞いたことがある」と回答した。同年9月に行われたピュー研究所の調査では、Qアノンについて聞いたことがあると回答した47%の回答者のうち、共和党員および共和党支持者の41%がQアノンはアメリカにとって良いことだと考えているのに対し、民主党員および民主党支持者は7%がQアノンはアメリカにとって良いことだと考えていることが判明した。
2020年10月に行われたYahoo!のYouGovによる世論調査では、Qアノンのことを知らなくても、共和党員とトランプ支持者の大多数は、民主党の幹部は児童売春組織に関与していると考えており、トランプ支持者の半数以上が、自分はそのような組織の解体に取り組んでいると考えていることが判明した。

#### 反ユダヤ主義
『ワシントン・ポスト』と『フォワード』は、Qアノンがジョージ・ソロスやロスチャイルド家などのユダヤ人を標的にしていることを、「著しい反ユダヤ的要素」「人種差別や反ユダヤ主義を含意しているありふれたナンセンス」と表現している。2018年8月のJewish Telegraphic Agencyの記事は「Qアノンの典型的な要素（特に秘密のエリートや誘拐された子供など）のいくつかは、歴史的かつ進行中の反ユダヤ主義的陰謀論を反映している」と主張している。
名誉毀損防止同盟（ADL）は「Qアノンに触発された陰謀論の大部分は、反ユダヤ主義とは何の関係もない」としつつも、イスラエル・ユダヤ人・シオニスト・ロスチャイルド家・ソロスに関するQアノン信者の「印象論的な」ツイートは、反ユダヤ主義の「いくつの厄介な事例を明らかにした」と報告している。ADLによると、Qアノン陰謀論のいくつかの側面は長年の反ユダヤ主義の典型を反映している。
Qアノンは有名な偽書である『シオン賢者の議定書』とも関係があり、共和党員のQアノン信者であるMary Ann Mendozaは、「『シオン賢者の議定書』は偽書ではない。そして、この事実を指摘することは特に反ユダヤ主義的ではない」と述べているTwitterのスレッドをリツイートしている。MendozaはWomen for Trumpの諮問委員会のメンバーであり、彼女のTwitterにおける活動がニュースになるまでは、2020年の共和党大会でスピーチを行う予定だった。彼女はその後、スレッドの最初の数ツイートに反ユダヤ主義的な内容が含まれていたにもかかわらず、内容を見ていなかったとして否認した。同様に、トランプもQアノンについて「愛国者たちである」ということ以外は何も知らないと否認している。
Qアノン信者は「子供の血液からアドレナリンを抽出し、アドレノクロムという向精神薬・若返り薬を合成するという残虐な搾取行為」にハリウッドセレブたちが加担しているという「アドレノクロム陰謀論」を2020年までに吹聴してきた。アドレノクロム陰謀論は、反ユダヤ主義的陰謀論である「血の中傷」にルーツを持つ出鱈目な陰謀論である。Qアノン信者はまた、何世紀も前からある反ユダヤ主義的な陰謀論である「ロスチャイルド一族によって組織された国際的な銀行家による陰謀」を拡散してきた。
ジェノサイド研究者のグレゴリー・スタントンは、Qアノンを「リブランドされたナチス」と表現しており、この陰謀論は『シオン賢者の議定書』をリブランドしただけのものに過ぎないと述べている。

### カルト宗教的性質
専門家によると、Qアノンの魅力はカルト宗教に匹敵するものであるという。オンライン陰謀論の専門家であるレニー・ディレスタは、Qアノンの誘惑方法は「教団の奥深くに導かれ、友人や家族から孤立していく」という点において、インターネット登場以前のカルト教団によるそれと類似していると述べている。愛する人や親しい人がQアノンの虜になってしまった人々のための互助会的オンライングループは急速に発達しており、特にサブレディットの「r/qanoncasualties」は、2020年6月には3,500人の参加者だったが、同年10月には2万8000人にまで増加した。このインターネットの時代では、Qアノンは「現実世界」での繋がりをほとんど持たずに、オンライン上のバーチャルコミュニティで数万人規模の信者を獲得できるという。カルト宗教専門家で復帰治療を専門とするレイチェル・バーンスタインは、「Qアノンのような運動が野火の如く広まる理由は、『他の人々がまだ知らない何か重要なものと繋がっている』と人々を錯覚させるからである。（中略）すべてのカルト宗教は、このような特別感を提供している」と述べている。自己強化的な狂信者は、集団思考によって生まれる修正・反論・ファクトチェックに対する免疫を持っているため、集団内に自己修正的プロセスは生まれない。Qアノンのカルト的性質は、新宗教運動の可能性があるという見方にも繋がっている。その魅力の一部は、信者が『Qdrops』で提示された謎をトランプの演説やツイート、およびその他の情報源と結びつけて真意を解明しようとしていることからもうかがえる「ゲーム性の高さ」にある。信者の中には、同心円状の文字盤で構成された「Qクロック」を使用して、『Qdrops』とトランプのツイートのタイミングを見計らって謎を解こうとしている人さえいる。

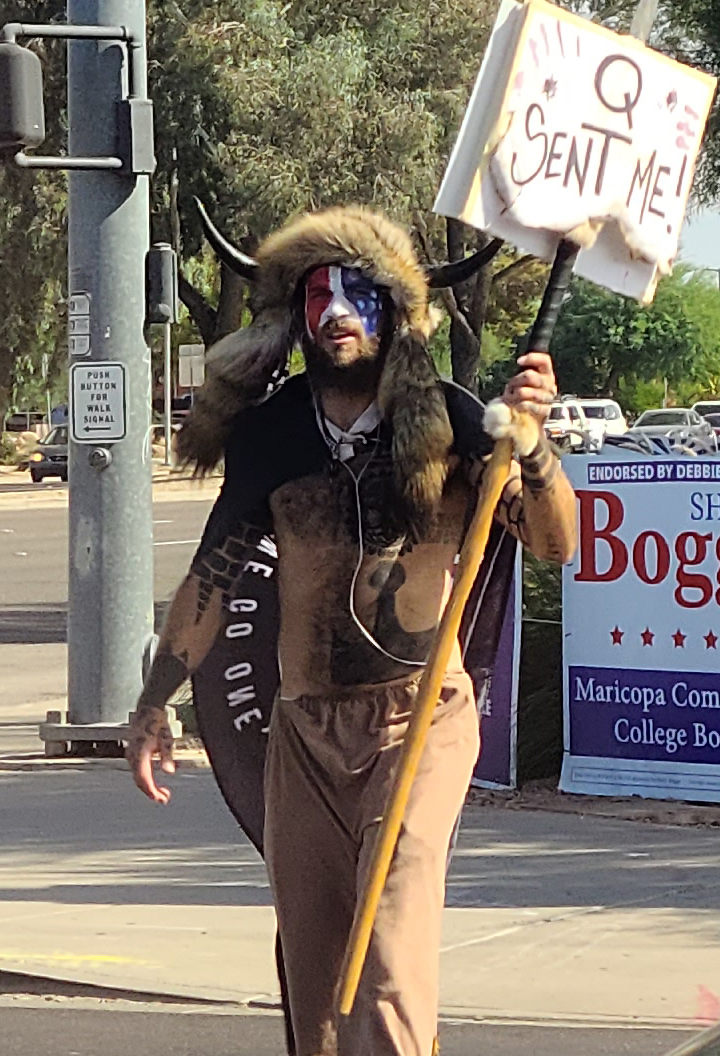
「Qが私を送った」と書かれたプラカードを掲げているジェイク・アンジェリ。「Qアノン・シャーマン」や「バッファロー男」という異名で知られている著名なQアノン信者。

陰謀論研究者のトラビス・ビューは、Qアノンにはビデオゲームのような中毒性があり、「プレイヤー」には世界的・歴史的に重要な何かに関わることができるという魅力的な可能性が提供されていると述べている。ビューによると、「パソコンの前に座って情報を検索し、発見したものを投稿するというプロセスだけで、国家を根本的に変え、信じられないような無血革命を起こし、何世代にも渡って書き継がれる歴史的運動の一部になれることをQアノンは約束している」という。ビューはこれを、自分の努力が州議会議員候補を当選させるのに役立つかもしれないというありふれた政治的感情に例えている。また彼は、「Qアノンは『観念の市場』ではなく『現実性の市場』で勝負しているのだ」とも述べている。
陰謀論は、社会的に不安定な時代に発達する傾向にあり、人々が不安になるような情報に直面しても、統制下にあるように感じさせる。2020年末に行われた調査では、Qアノンの存在を知っている人の4分の1が、Qアノンには何らかの真実が含まれていると考えているという結果が出ている。陰謀論に取り巻かれている環境では、かつては信頼できる公平な権威として機能していた社会の主要機関が、陰謀論の信念に反する場合には容易に否定され、信者の思考に対抗することは非常に困難となる。

#### 信者の幻滅
Qアノン信者の中には、家族や友人からの孤立に苦しんでいることに気づき始めた者もいる。ある人にとっては、孤独感はカルトからの離脱を始めるための道筋であるが、また別の人にとっては、孤独感はカルトに帰属することで得られる利益を強化するものでもある。ビューは次のように述べている。
Qアノンコミュニティの人々は、家族や友人からの疎外感について語ることが多い。（中略）彼らは通常、Qがどのように彼らの関係を冷え込ませたのかについて、個人的なFacebookグループで話している。しかし、そのような問題は一時的なものであり、主に他人のせいだと彼らは考えている。彼らは、自分の信念が正しいことを証明することや、近い将来に正当なものだと証明される瞬間が来るだろうと妄想することによって、自分自身を慰めていることが多い。彼らは、そうなれば人間関係が修復されるだけではなく、人々は自分たちを頼るようになり、何が起こっているのかをより良く理解しているリーダーとして扱ってもらえるだろうと妄想している。
一部のQアノン信者は、この陰謀論は自己矛盾したものであり、福音派や保守的なキリスト教徒などの一部の信者から寄付や利益を直接得ようとしている内容が含まれていることを理解した際に離脱する。これにより、陰謀論が彼らにかけていた「呪いが解ける」のである。『Q-debunking』（Qアノンを論破する）という動画を見始めた人もいる。ある元信者は「動画に救われた」と語っている。
このような幻滅は、陰謀論による予言が外れることが原因となって発生することもある。Qは、2018年の中間選挙における共和党の成功を予言し、ジェフ・セッションズ司法長官がトランプの秘密工作に関与していると主張した。暫くの間は二人に見られる明らかな緊張感が信憑性を生んでいたが、民主党が大成功を収め、トランプがセッションズを解任すると、Qコミュニティの多くの人々が幻滅した。またさらなる幻滅が、12月5日に予言されていた秘密結社メンバーの大量逮捕・投獄が実現しなかったこと、およびトランプの元国家安全保障顧問であるマイケル・フリンに対する告発が却下されたことが要因となって発生した。一部の人にとっては、これらの失敗はQアノンというカルト教団からの離脱要因となったが、別の人にとっては、政府に対する反乱という形での直接的な行動を促す要因となった。このような予言失敗への反応は、珍しいものではない。ヘヴンズ・ゲートや人民寺院、マンソン・ファミリー、およびオウム真理教といった過去の終末カルトは、啓示や預言が実現しなかった際に集団自殺や大量殺人に駆り立てられている。心理学者のロバート・リフトンは、これを「終末の強制」と呼んでいる。この現象は、一部のQアノン信者の間で見られる。ビューは、幻滅したQアノン信者が何らかの事件を起こすのではないかと懸念している。2016年には、Qアノンの前身であるピザゲート陰謀論を信じていたエドガー・マディソン・ウェルチが事件を起こしており、2018年にはマシュー・フィリップ・ライトがフーバーダムで事件を起こしている。また2019年には、自分はトランプの庇護下にあると信じていたアンソニー・コメロがマフィアのボスであるフランク・カリを殺害する事件を起こしている。
2018年に「ジョン・Ｆ・ケネディ・ジュニアの死亡は嘘である」との主張を行ったQアノン信者のリズ・クロキンは、児童売春組織の想定メンバーを逮捕するためには、トランプの行動をただ待っているだけではいけないと2019年2月に述べており、「正義の自警団」の時が近づいていることを示唆している。他のQアノン信者もケネディ・ジュニア生存説を支持しており、ピッツバーグのヴィンセント・フスカという男性が変装して生活しているケネディ・ジュニアであるとされ、2020年アメリカ合衆国大統領選挙でトランプの副大統領候補になることが期待されていた。その中には、ケネディ・ジュニアが現れることを期待してワシントンで行われた2019年独立記念日の祝賀会に出席した者もいる。

## 反応

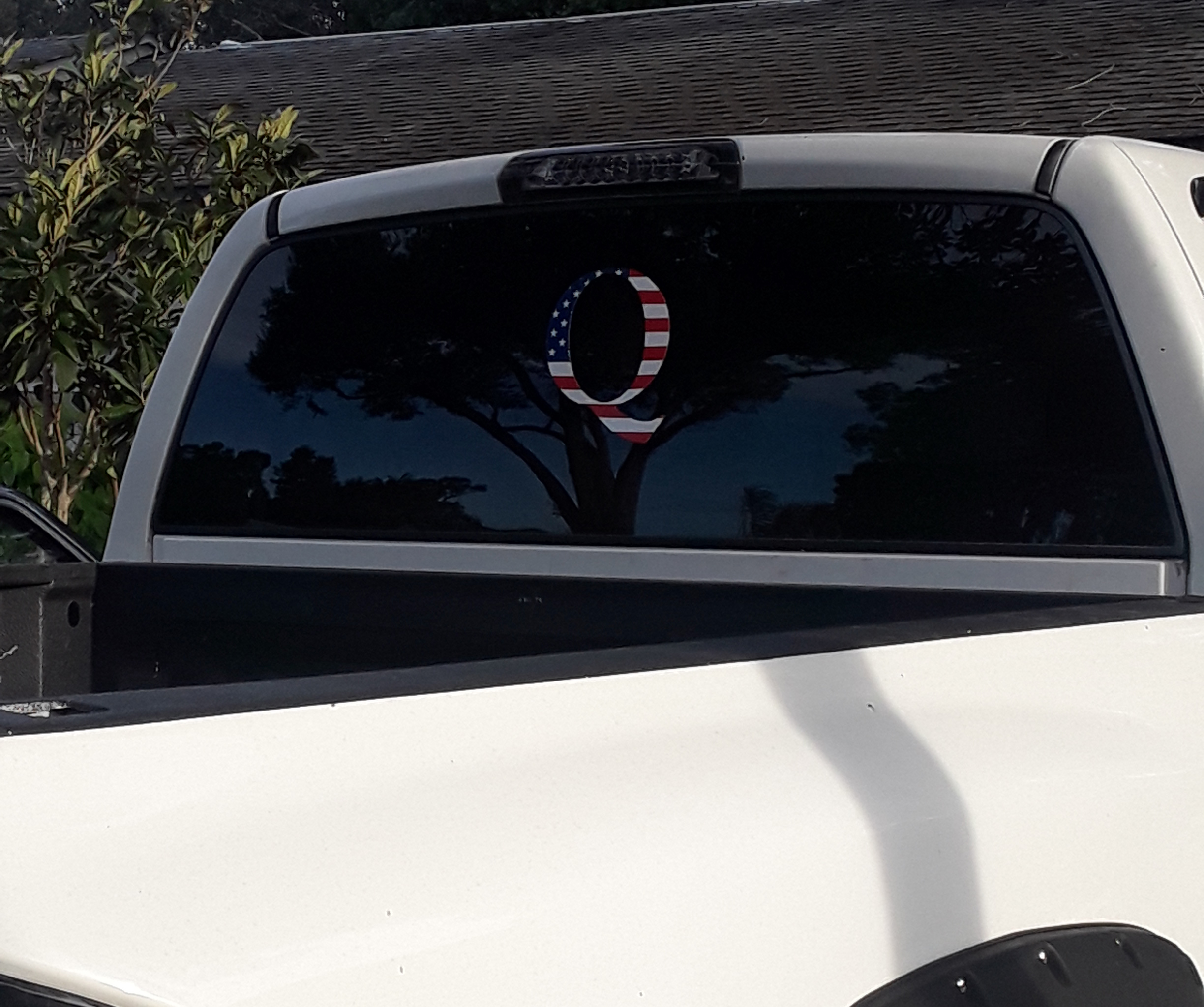
星条旗のテクスチャで塗り潰された「Q」のデカールが貼られている車の窓

### メディア・組織・著名人
2017年12月28日、ロシアのテレビネットワークであるロシア・トゥデイ（RT）は、「Qアノンの暴露」を議論する番組を放送し、匿名の投稿者を「Qアノンで知られるトランプ政権内部の機密情報工作員」と呼称した。Qアノンの成立にロシアは関与していなかったが、ロシア政府の支援を受けたソーシャルメディアのアカウントは、2017年11月か12月の時点で、初期のQアノンの主張を拡散していた。ロシア政府が資金提供を行っているRTやスプートニクなどのロシア国営メディアは、2019年から陰謀論を増幅させ、米国が内輪揉めや分裂で荒れている証拠としてQアノンを挙げた。
2018年3月13日、妊娠中絶に反対する団体「Operation Rescue」の副会長であるシェリル・サレンジャーは、Qアノンを「ドナルド・トランプに近い内部関係者のグループ」と呼び、「我々の知る歴史の中で、公に投下された最高レベルのインテリジェンス」と呼んだ。3月15日、ウクライナ共産党の機関紙であり、キエフに拠点を置く『Rabochaya Gazeta』は、Qアノンを「軍事諜報グループ」であるとする記事を掲載した。3月31日、米国の女優であるロザンヌ・バーは、Qアノンの宣伝を行う出演を行い、その後、CNNや『ワシントン・ポスト』、『ニューヨーク・タイムズ』などによって取り上げられた。
2018年6月28日、『タイム』誌の記事で「2018年のインターネットで最も影響力のある25人」にQが挙げられた。タイム誌は、YouTubeで13万本以上の関連動画が投稿されていることを指摘し、陰謀論の幅広さと著名な信者やニュース報道について言及した。同年7月4日、ヒルズボロ郡の共和党は、FacebookとTwitterの公式アカウントでQアノンに関するYouTubeの動画を共有し、彼らを「デープ・ステートの活動とトランプによる反対活動を内部告発している謎の匿名人物」と呼称した。この投稿は、すぐに削除された。
2018年8月1日、前日にフロリダ州タンパで開催された中間選挙に向けたトランプの集会にQアノン信者が大量に参加したことを受けて、MSNBCのハリー・ジャクソン、ブライアン・ウィリアムズ、クリス・ヘイズは、それぞれのテレビ番組の中でこの陰謀論を取り上げた。翌日には、PBSニュースアワーも続いてQアノンに関する番組を放送した。同年8月2日、ワシントン・ポスト紙の論説委員であるMolly Robertsは、「彼らが耽溺している陰謀は実在しないものであるため、Qアノン信者が予想している『嵐』とやらは決して起こらない。しかし、彼らは自ら『嵐』を引き起こそうとし、残った我々は避難所を探すのに苦労することになるだろう」と書いている。同年8月4日、元ホワイトハウス報道官のショーン・スパイサーは、サブレディット「r/The_Donald」で行われた「ask me anything（なんでも質問してください）」のセッションで、Qアノンに関するコメントを求められた。「Is Q legit?（Qが言ってることは本当か？）」という質問に対して、スパイサーは「No」と答えた。

### 米国政府機関

#### FBIによる自国産テロ脅威との評価
2019年5月30日付けのFBI・フェニックス現地事務所の情報広報の文書において、Qアノンを動機とする過激派が自国産テロの要因であると認識されていた。同文書では、Qアノンに関連した多数の逮捕者が挙げられており、その中にはこれまで公表されていなかったものも含まれていた。文書によると「これは、陰謀論に基づく国内の過激派による脅威を調査した最初のFBIによる資料であり、今後提供される情報資料の基線を示すものである。FBIは、これらの陰謀論は現代の情報市場で出現・拡散・進化していく可能性が非常に高く、ときおり過激派の集団や個人を犯罪や暴力行為に駆り立てていると評価している」という。
5月に議会で行われたFBIのMichael G. McGarrityの証言によると、FBIは国内テロの脅威を「人種差別を動機とする暴力的過激主義、反政府・反権威に関する過激主義、動物の権利・環境保全に関する過激主義、中絶に関する過激主義（避妊賛成と反中絶の過激派を共に含む）」の4つの主要カテゴリーに分類しているという。Qアノンなどの陰謀論は、反政府・反権威に関する過激主義によく関連している。
フェニックス現地事務所の情報広報の文書では、メディアによって報じられていないQアノン関連の事件についても言及されていた。それは、2018年12月19日に、「ピザゲートと新世界秩序を社会を駄目にしているアメリカ人に知らしめる」ために、イリノイ州スプリングフィールドの国会議事堂のロタンダの「悪魔教寺院の記念碑を爆破する」事を意図して爆弾製造材料を車に積んでいたカリフォルニア州の男が逮捕されたというものである。またFBIによると、この脅威を強めているもうひとつの要因は、「政府高官や有力政治家による違法・有害・違憲な活動を含む本物の陰謀や隠蔽工作が明らかになったこと」だという。
Qアノン信者の反応は、文書は偽物ではないかと疑うもの、トランプに反抗しているFBI長官のクリストファー・レイの解雇を求める、というものや、文書は実際にはQアノンに注目を集めさせ、メディアを誘導してトランプにそのことについて尋ねるための「隠語的なシグナル（wink and nod）」の方法だった、などである。この文書の存在が知られるようになって数時間後、トランプの再選集会で、リベラルに民主党からの離党を促すウォークアウェイ・キャンペーン（WalkAway campaign）の創設者ブランドン・ストラカは、かつてリベラルな民主党員だったと主張するゲイのトランプの支持者であるが、Qアノンの主要なスローガンのひとつである「Where we go one, we go all」を使って群衆に演説した。ビデオグラファーは、大きな「Q」または「WWG1WGA」と書かれている Qアノンのシャツから、群衆の中に多数のQアノンの支持者を発見した。

#### 議会決議
2020年8月25日、民主党のトム・マリンノースキー下院議員と共和党のデンバー・リッグルマン下院議員は、Qアノンを非難し、その陰謀論を否定する超党派の単一決議案（H. Res. 1154）を提出した。マリンノースキーは、この決議案の目的は、「米国人を過激化し、暴力に駆り立てているとFBIが評価している、危険で反ユダヤ的な陰謀論を提唱しているカルト」を正式に否定することだと述べた。また同決議案では、FBIをはじめとする法執行機関や国土安全保障機関に対し、「非主流派の政治的陰謀論を動機とする過激派による暴力、脅迫、嫌がらせ、およびその他の犯罪行為の防止に向けた取り組みを引き続き強化する」ことが求められており、米国諜報コミュニティに対し、「Qアノンが受けている外国からの支援、援助、オンラインでの増幅、およびQアノンと外国の過激派組織や暴力を支持するグループとの連携、協調、接触を明らかにする」ことが促されている。
2020年9月、マリンノースキーは、性犯罪者の保護を望んでいるという誤った非難を受け、Qアノン信者から殺害予告を受けた。この脅迫は、全米共和党議会委員会（NRCC）のキャンペーン広告で、マリンノースキーがヒューマン・ライツ・ウォッチのロビイストとして働いていたときに、2006年の犯罪法案で性犯罪者の登録を増やす計画に反対していたと誤認されたことがきっかけであった。
この決議案は、2020年10月2日に371対18で可決された。共和党員17名（スティーブ・キング、ポール・ゴサール、ダニエル・ウェブスターを含む）と無所属1名（ジャスティン・アマッシュ）が反対票を投じ、アンディー・ハリスは出席（present）に投票した。なお、この決議は法的効力を持たない。投票前、マリンノースキーは、Slate誌に対し、NRCCの広告について「今週、議場で反対票を投じた共和党員が、来週も民主党候補者にこのような広告を出して火遊びをするようなことは、私は見たくない」と語った。

### トランプと関係者

#### ドナルド・トランプ
Media Matters for Americaが行った分析によると、2020年8月の時点で、トランプはQアノンと関係している129個のTwitterアカウントに返信したりリツイートすることで、少なくとも216回、時には1日に何度もQアノンの主張を拡散・増幅させている。2017年11月26日、トランプは、Qアノンが初めて投稿を開始してから一ヶ月も経たないうちに、Qアノンの主要拡散者であり、「ドナルド・トランプ大統領の業績の公式リスト」を自称しているTwitterアカウント「＠MAGAPILL」の投稿をリツイートした。2019年9月9日、トランプは、Qアノン支持者のTwitterアカウント「The Dirty Truth」の動画をリツイートした。その動画は、次期国家情報長官のジョン・ラトクリフが元FBI長官のジェームズ・コミーを批判する内容であった。2018年8月24日、トランプは主要なQアノン拡散者であるウィリアム・"ライオネル"・レブロンを執務室に招き、写真撮影を行った。2019年のクリスマス直後、トランプは十数人のQアノン信者の投稿をリツイートした。
2020年8月19日、記者会見でQアノンについて質問された際、トランプは「彼らが私のことをとても気に入ってくれているということ以外、この運動についてはよく知らない。支持してくれていることには感謝しているが、この運動についてはよく知らない」と答えた。FBIのフェニックス現地事務所は、Qアノンを自国産テロリズムの潜在的要因と認定しているが、トランプはQアノン信者を「我が国を愛している人々」と呼んでいる。記者がトランプに、「小児性愛者と人肉嗜食者による悪魔崇拝カルトから、トランプは密かに世界を救っている」と示唆する考え方を支持できるかと質問したところ、彼は「そのようなことは聞いたことがないが、それは何かしら悪かったり良かったりすることだろうか？」と答えた。ジョー・バイデンは、トランプは「FBIが自国産テロ脅威と認定した陰謀論を正当化する」ことを狙っていたと答えた。
2020年10月15日、タウンホール形式の選挙イベントでQアノンを糾弾する機会を与えられたトランプは、糾弾することを拒否し、代わりにQアノンが小児性愛に反対していることを指摘した。また、Qアノンについては他に何も知らないと述べ、質問者であるNBCニュースのサバンナ・ガスリーに対して、Qアノン陰謀論の前提が真実かどうかは誰にも分からないと語った。「彼らは、ディープ・ステートが運営する悪魔崇拝カルトがあると信じている」とガスリーが伝え、陰謀論は真実ではないと主張すると、トランプは「いや、私はそんなことは知らない。そしてあなたも知らないだろう」と答えた。

#### マイク・ペンス
2020年8月21日、マイク・ペンスは、Qアノンが「自分の手に負えない」陰謀論であること以外、「何も知らない」と述べた。この陰謀論に「酸素を与える」ことに政権が果たした役割を認めるかどうか質問されたペンスは、首を振って「勘弁してくれ」と答えた。2020年8月、ペンスは、Qアノンについて、そしてQアノンを奨励している人の取り組みに関して報道機関が行う質問の問題点は、「明るいものを追いかける」かのように、間違った質問をしていることだと述べた。

#### マイケル・フリン

星条旗を元に作られたQアノンの旗

2019年8月、同年9月にアトランタで「Digital Soldiers Conference」が開催されることが発表された。このイベントの目的は、来たるべき「デジタル内戦」に備えて、「愛国的なソーシャルメディア戦士」を準備することであるとされていた。このイベントの告知には、星条旗の青い部分に星で綴られたアルファベットの「Q」が大きく描かれていた。このイベントには、トランプの元側近であるマイケル・フリンとジョージ・パパドプロスのほか、トランプの友人であり、選挙戦の報道機関諮問委員会のメンバーであるジーナ・ルードン、歌手のジョイ・ヴィラ、ラジオ司会者で熱烈なトランプ支持者のビル・ミッチェルなどが登壇を予定していた。このイベントの主催者であるリッチ・グランビルは、ホワイトハウスの高官との繋がりを持つ「諜報企業」であると特徴づけられており、保守的な意見を検閲しないと主張している検索エンジン「Yippy」を手掛けているYippy社のCEOである。彼は、記者に対して「お前は誰に横槍を入れているのか理解していない」と語り、TwitterでQアノンについて何度か言及しているにもかかわらず、Qが描かれた星条旗はQアノンを意識したものではないと否定した。
2020年7月4日、マイケル・フリンは、自身のTwitterアカウントに、Qアノンの標語である「Where We Go One, We Go All」を掲げながら、少人数のグループを率いて宣誓している自身の動画を投稿した。アナリストによると、この宣誓は、来たるべき政治的・社会的な終末に備えて、Qアノンが「デジタル兵士」を組織しようとする試みの一環であるという。Media Matters for Americaの分析によると、トランプは少なくとも152のQアノン関連Twitterアカウントを265回以上リツイートまたは言及しているが、Qアノンへの忠誠を示したフリンは、この陰謀論を支持した最も著名な元政府高官となっている。
フリンの弁護士であるシドニー・パウエルは、Qアノンに関する宣誓を否定し、それはジョン・F・ケネディのヨットの鈴に刻まれている文言に過ぎないと述べた。しかし、それ以前の数日間に、多数のQアノン信者がフリンと同じ「#TakeTheOath」のハッシュタグを使用して、Twitter上で同様の、いわゆる「デジタル兵士の誓い」を立てていた。
2021年3月、フリンの兄であるジャック・フリン退役中将とその妻は、名誉毀損であるとして、CNNに対して7500万ドルの訴訟を起こし、Qアノン信者だとする虚偽の報道を行ったと主張した。彼らは、フリンが2020年7月に投稿し、またCNNが放送した動画には、Qアノンではなく憲法に宣誓する様子が描かれていると主張した。また訴訟では、その動画では他の参加者全員がQアノンの標語である「Where We Go One, We Go All」を唱えていたにもかかわらず、フリンだけが唱えているように報道されたとも主張されている。さらに原告は、「Qアノンを含む、いかなる過激派やテロ集団の信者、あるいは支持者でもない」と述べている。

#### その他のトランプ関係者
2019年から2020年にかけて、トランプの首席補佐官代理兼ソーシャルメディア・ディレクターのダン・スカヴィーノは、Qアノン信者が「嵐」までのカウントダウンを意味するために使用している時計のミームを3回ツイートしている。トランプの顧問弁護士であるルドルフ・ジュリアーニも、ときおり「#QAnon」のハッシュタグが付けられた投稿をリツイートしており、彼がフォローしている限られた数のアカウント（2019年10月時点で224件）も、多数がQアノン信者となっている。エリック・トランプは、2020年の夏に行ったツイート（後に削除）で、大きな「Q」の画像と「Where We Go One, We Go All」というテキストを使って、タルサで開催される父の集会を宣伝した。

### オンラインプラットフォーム

#### 個人情報の公開
2018年3月14日、RedditはQアノンに関する議論を行っていたコミュニティの一つである「r/CBTS_Stream」を「暴力の助長や扇動、個人情報や機密情報の投稿」を理由に禁止した。その後、一部の信者はDiscordに移行した。Qアノンについて議論するために他にもいくつかのコミュニティが形成されたが、2018年9月12日には、「暴力や嫌がらせ、個人情報の流布を扇動している」として禁止された。これを受け、数千人の信者が、スイスに拠点を置くRedditのクローンであり、オルタナ右翼の巣窟と言われているVoatに再集結した。

#### QDropsアプリ
陰謀論を拡散するアプリ「QDrops」がApp StoreとGoogle Playで公開され、2018年4月にはAppleのオンラインストアの「エンターテイメント」部門で最も人気のある有料アプリとなり、有料アプリ全体では10番目に人気のあるアプリとなった。ノースカロライナ州の夫婦のRichardとAdalita Brownによって運営されているTiger Team Inc.によって公開されていた。2018年7月15日、NBCニュースから問い合わせを受けたApple社は、このアプリの公開を停止した。
2020年5月中旬、Googleは他にも「QMAP」、「Q Alerts!」、「Q Alerts LITE」の3つのアプリを規約に違反しているとしてAndroidのアプリストアから削除した。

#### 関連コンテンツの削除
2019年初頭、Twitterは、「#WWG1WGA」の標語を使用した#QAnon関連のツイートを大量に投稿しており、ロシアのインターネット・リサーチ・エージェンシーとの関連が疑われるアカウントを削除した。
2020年5月5日、Facebookは、2020年アメリカ合衆国大統領選挙を前にした「協調した不審な行動の疑い」を調査する一環として、「Qアノンネットワークに関連する人物」と繋がっている5つのページ、20のアカウント、および6つのグループを削除したことを発表した。同年8月19日、Facebookは「危険な個人・団体」のポリシーを拡充し、「直接的な暴力を組織している訳ではないが、暴力行為を称賛したり、武器を持ってそれを使うことを示唆したり、暴力的な行動パターンを持つ個人のフォロワーがいる成長中の運動」に対応することを決定した。このように警戒を強めた結果として、Facebookは既に「Qアノンと関連している790以上のグループ、100のページ、1,500の広告を削除し、FacebookとInstagramにおける300以上のハッシュタグをブロック。さらにFacebookにおける1,950のグループと440のページ、Instagramでは10,000以上のアカウントに制限を課した」と報告している。8月の発表から一ヶ月の間に、Facebookは1,500のQアノングループを削除したと発表した。そうしたグループには、それまで400万人のフォロワーがいた。2020年10月6日、Facebookは「Qアノンを示しているFacebookページ、グループ、およびInstagramアカウントは、たとえ暴力的な内容を含んでいなくても、直ちに削除を開始する」と発表した。また同社は、Qアノンを示しているあらゆるグループを直ちに禁止すると述べた。
2020年7月1日、Twitter社は、フェイクニュースや陰謀論を協調して増幅させたとして、Qアノン関連の7,000以上のアカウントを凍結すると発表した。Twitter社はプレスリリースの中で、「オフラインでの被害に繋がる可能性がある行動に対しては、強力な強制措置を執ることを明確にしてきた。今週、このアプローチに従って、サービス全体でいわゆる『Qアノン』の活動に対してさらなる措置を講じる」と述べた。また、その措置は15万件以上のアカウントに適用される可能性があるとした。
Facebookは、2020年10月6日にすべてのQアノングループ、およびページを禁止した。同日、Qアノン信者は、この措置は敵の逮捕を開始するというトランプ政権の複雑な戦略の一部であるとか、Facebookがこの出来事に関するニュースを封じ込めそうとしているのではないかとの推測を行っていたが、どちらも事実ではない。信者の中には、翌日に予定されている司法省の「国家安全保障」に関する記者会見は、ヒラリー・クリントンを含む民主党員の告発に関連しているのではないかと推測する者もいた。実際には、司法省はイスラム国のメンバーの捜査と逮捕を発表した。
2020年10月7日、EtsyはオンラインのマーケットプレイスからQアノン関連商品をすべて削除することを発表した。
2020年10月12日、YouTubeのCEOであるスーザン・ウォシッキーは、CNNのインタビューで、Qアノン関連コンテンツの大多数は、明確なルール違反を行っていない「境界線上のコンテンツ」であるが、関連動画を表示するアルゴリズムに変更を加えたことで、Qアノン関連コンテンツの閲覧が80%減少したと述べた。その3日後、YouTubeはヘイト＆ハラスメントのポリシーを変更し、Qアノンやピザゲートなどの「現実世界における暴力を正当化するために使用されてきた陰謀論を擁している、個人や集団を標的にしたコンテンツ」を禁止することを発表した。ただし、個人を標的にしていない場合は、Qアノン関連コンテンツであっても許可されている。
それ以降、Qアノンに関連するハッシュタグは、Facebook・Twitter・TikTok・Instagramなど多数のソーシャル・ネットワーキング・サービスで禁止されている。

## 事件

### セメント工場占拠事件
2018年5月、マイケル・ルイス・アーサー・マイヤーは、ツーソンのセメント工場からFacebookで動画をライブ配信し、「誰も話したがらず、見て見ぬ振りをしている児童性的人身売買の収容所がここだ」と主張した。この動画は、その後の一週間で65万回再生された。ツーソン警察が工場を調査したが、犯罪行為の証拠は見つからなかった。その後、警察と合意の上で退去するまで、マイヤーは敷地内の塔を9日間占拠した。彼は7月に再び塔にやってきたが、不法侵入で逮捕された。マイヤーは、自身のFacebookページでQアノンや「#WWG1WGA」のハッシュタグを使用していた。

### フーバーダム占拠事件

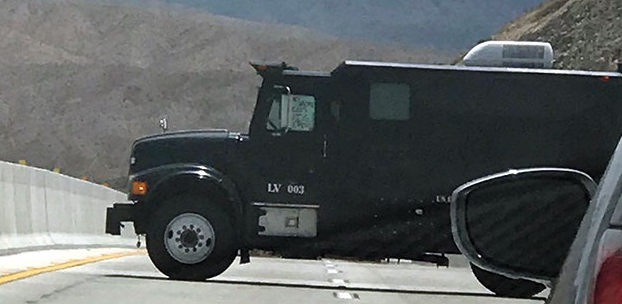
ネバダ＝アリゾナ州境にあるフーバーダムの橋を占拠するためにマシュー・ライトが使用した装甲車

2018年6月15日、ネバダ州ヘンダーソン在住のマシュー・フィリップ・ライトは、AR-15や拳銃を積んだ装甲車をフーバーダムまで運転し、90分間にわたって交通を妨害したとして、テロ容疑などで逮捕された。彼は、Qアノンの任務として、ヒラリー・クリントンのプライベートメールサーバーの使用に関する捜査中のFBI捜査官の行動について、司法省に「監察総監室（OIG）の報告書を公開すること」を要求していると述べた。OIGの報告書は、前日に複写が公開されていたため、「公開された報告書は大幅に修正されており、トランプが（民主党員の）悪事を証明する本物の報告書を所有しているが、公開を拒否している」と主張する「Qドロップ」が彼の動機となっていた。装甲車の中で記録された動画の中で、ライトは、トランプが「特定の人々を監禁する」という「義務」を果たさなかったことに失望を示し、「あなたの誓いを守ってください」を懇願した。
ライトには有罪判決が下され、2020年12月17日にテロ容疑で7年、逃亡罪で9ヶ月を連続して言い渡された。

### マイケル・アヴェナッティへの嫌がらせ
2018年7月29日、Qは、ストーミー・ダニエルズの弁護士であるマイケル・アヴェナッティのウェブサイトへのリンクと、カリフォルニア州ニューポートビーチにある彼のオフィスビルの写真を、「Buckle up!」（ベルトを締めろ）というメッセージと共に投稿した。その後、Qは、片手に携帯電話を持ち、もう片方の手には細長い物体を持っているように見える正体不明の男性が、アヴェナッティのオフィス付近の路上に立っている写真を共有し、「メッセージが送られてきた」と付け加えた。これをきっかけに、ニューポートビーチ警察が捜査を開始した。同年7月30日、アヴェナッティは自身のTwitterのフォロワーに、写真の男性について「何か詳細を知っていたり、目撃したことがあれば」ニューポートビーチ警察に連絡するよう呼びかけた。

### ジム・アコスタへの嫌がらせ
2018年7月31日、フロリダ州タンパで開催されたトランプの集会で、トランプ支持者がCNNのホワイトハウス報道記者であるジム・アコスタに対して敵対的な行動を示した。集会には、Qアノン関連の陰謀論信者が参加していた。
翌日、『デイリー・メール』紙のデイビット・マルトスコは、ホワイトハウス報道官のサラ・ハッカビー・サンダースに、ホワイトハウスが「Qアノン過激派グループ」を支持することを奨励しているかどうか質問した。サンダースは、Qアノンへの言及には特に答えず、「他の個人に対する暴力を扇動するようなグループ」を糾弾した。さらに同氏は、トランプが「その種の行動を支持するようなグループを支持していないことは確かだ」と付け加えた。

### グラスバレー・チャータースクールの資金調達
4月27日に元FBI長官のジェームズ・コミーがハッシュタグ「#FiveJobsIveHad」を使ってツイートした際、挙げられた仕事の頭文字が「GVCSF」となっていたことから、Qアノン信者は「グラスバレー・チャータースクール財団を暗示した言及であり、コミーがイベントで『偽旗』のテロ攻撃を計画していることを示唆している」と解釈した。これを受けて、2019年5月11日に予定されていたカリフォルニア州グラスバレーのグラスバレー・チャータースクールの資金調達イベント「Blue Marble Jubilee」は、念のために中止された。また、ハッシュタグはQアノン信者によって「5つのジハード」（five jihads）のアナグラムとも解釈され、投稿時刻もアメリカ同時多発テロ事件に関連づけられた。学校に加えて、警察やFBIもQアノン信者から「偽旗のテロ攻撃」の警告を受けた。警察の巡査部長によると、学校側は「インターネット上の自警団が警備のために参加してくるリスク」があるため中止したという。

### フランク・カリ殺人事件
ニューヨーク州スタテンアイランドのアンソニー・コメロは、2019年3月にガンビーノ一家のボスであるフランク・カリを殺害した容疑で起訴された。彼の弁護士によると、コメロはQアノン陰謀論に魅了され、カリを「ディープ・ステート」のメンバーであると信じ、カリを私人逮捕にかけるために「自分はトランプの庇護下にある」と確信していたという。スタテンアイランドにあるカリの自宅の外で彼と対峙したコメロは、カリに向かって10回発砲したという。最初に出廷した際、コメロはQアノンのシンボルやフレーズ、そして手にペンで書かれた「MAGA forever」を見せびらかした。またコメロは、ショーン・ハニティー、タッカー・カールソン、ジェニー・ピロなどのFOXニュースのキャスターを称賛する内容をInstagramに投稿していた。

### 児童誘拐事件
2019年12月、シンシア・アブクグは、彼女の親権から外された子供を第二級誘拐することを図ったとして、コロラド州にて共謀罪で逮捕・起訴された。彼女のもう一人の娘は、アブクグが「間違いなくQアノン信者」の武装した男性と協力していたこと、Qアノンのミーティングに参加していたこと、「邪悪な悪魔崇拝者」や「小児性愛者」に子供を連れ去られたと信じていることを警察に報告した。アブクグは、2020年9月に無罪を主張しており、2021年2月に裁判を受けることになっている。
2020年3月20日、ニーリー・ブランチャードは、祖母が単独で法的に監護していた2人の娘を連れ去ったとして、誘拐および監護妨害の容疑で逮捕・起訴された。ブランチャードは、ミームやトランプの集会でQアノンのシャツを着ている写真など、ソーシャルメディアにQアノンを拡散する複数の投稿を行っていた。また彼女は、ソブリン市民運動に関連した活動も行っている。

### ティンタジェルの旗

ティンタジェル城近くのホテル「Camelot Castle」に掲げられたQアノンの旗

2020年1月、右翼団体のTurning Point UKに所属しているジョン・マッピンは、イングランドのティンタジェル城付近のホテル「Camelot Castle」で、Qアノンの旗を掲揚した。アドボカシー団体の「Hope not Hate」は、「マッピンは奇橋な人物で、過激派の右翼の仲間からも突飛だと思われている。この幼稚な策略は、彼自身と彼が所属する凋落したTurning Point UKに注目を集めようとする脆弱な試みであり、無視された方がよいだろう」と述べている。

### ジェシカ・プリムの逮捕
2020年4月、ジェシカ・プリムは、ジョー・バイデンを「やっつけよう」とする様子を生配信し、数本のナイフを携帯していたとして逮捕された。プリムが逮捕されたのはニューヨークの桟橋であり、アメリカ海軍の病院船・コンフォートに乗り込もうとしていた。Qアノンは、この船が小児性愛者の陰謀団に利用されていると主張していた。逮捕時、プリムは警官に泣きながら「子供たちのこと聞いた？」と尋ねていたという。
逮捕される前、プリムは、Facebookにヒラリー・クリントンとバイデンを「打ち倒す必要がある」と投稿し、「ヒラリー・クリントンとその助手であるジョー・バイデンとトニー・ポデスタは、バビロンの名の下に打ち倒す必要がある！（中略）彼らがいなくならなければ、私は自由になれない。私を起こして！！！」と投稿していた。
プリムのFacebookページは、Qアノンに関する投稿で埋め尽くされていた。彼女は、FacebookのフォロワーにQアノンが暴露している「手がかり」を調べるように勧めていた。プリムは、逮捕される数時間前に投稿された動画で、ヒラリー・クリントンとその側近が子供を殺害している様子であると彼女が信じている動画について、喚き散らしていた。

### 2020年米西海岸の山火事に関する偽情報
2020年9月に米西海岸の広範囲で山火事が発生した際、ソーシャルメディア上で「ANTIFAの活動家が火を放ち、避難して空になった家から財産を略奪する準備を行っている」という誤報が広まった。一部の住民はこの噂を信じて避難せず、自分の家を略奪から守ることを選択した。当局は、デマを無視するよう住民に訴えた。ワシントン州の消防士組合は、Facebookを「完全なる誤報の肥溜め」であると表現した。Qアノン信者も誤報の拡散に加担しており、6名のアンティファ活動家が放火の容疑で逮捕されたという偽情報が、特にQアノンによって拡散されていた。その数日前、トランプと司法長官のビル・バーは、ジョージ・ソロスが資金提供したとされるアンティファ活動家を満載した飛行機やバスが、地域社会への潜入を準備しているという、ソーシャルメディア上の偽情報を増幅させていた。

### 2020年アメリカ合衆国大統領選挙
郵便投票の集計が行われていたフィラデルフィアのコンベンションセンター付近で、AR-15を使って攻撃するという脅迫の情報を元に、バージニア州出身の男性2人が身柄を拘束された。彼らのトラックのバンパーには、Qアノンのステッカーが貼られていた。
トランプの敗北に伴い、不正投票が行われたという根拠のない疑惑が広まる中、Qアノン信者は、ドミニオン社製の投票機が数百万のトランプ票を削除したというデマを流布した。このデマは、極右のケーブルテレビ番組『One America News Network』で繰り返し取り上げられ、トランプもこのデマについてツイートした。サイバーセキュリティ・インフラ安全保障局は、今回の選挙は米国史上最も安全なものだったと発表し、「どの投票システムも票を削除・紛失・変更したりしておらず、また何らかの形で不正アクセスされたという証拠もない」としている。
一部のQアノン信者は、1871年のコロンビア特別区基本法の誤った解釈に基づき、「同法によって連邦政府は法人化されており、それ以降に選出されたすべての大統領は非合法化なもので、第18代大統領（1869年から1877年まで在任したユリシーズ・グラント）が最後の正当な大統領である」と信じている。彼らは、1933年に憲法修正第20条によって1月20日に変更されるまで、就任日として定められていた3月4日に、トランプが第19代大統領に就任し、連邦政府を復活させると信じている。当日（2021年3月4日）に、ある民兵グループ（未公表）が議事堂への襲撃を試みるかもしれないという情報に基づき、米国連邦議会議事堂警察は3月3日に警告を発した。その後、下院指導部は、議員が街から避難できるよう、3月4日の投票を前日の夜に変更した。しかし、『ニューズウィーク』誌は、Qアノン信者の間で3月4日トランプ就任説に懐疑的な見方が広がっていることを報じている。Qアノンは、トランプの再就任日を共和党創立167周年の3月20日に変更した。

### 2021年アメリカ合衆国議会議事堂襲撃事件

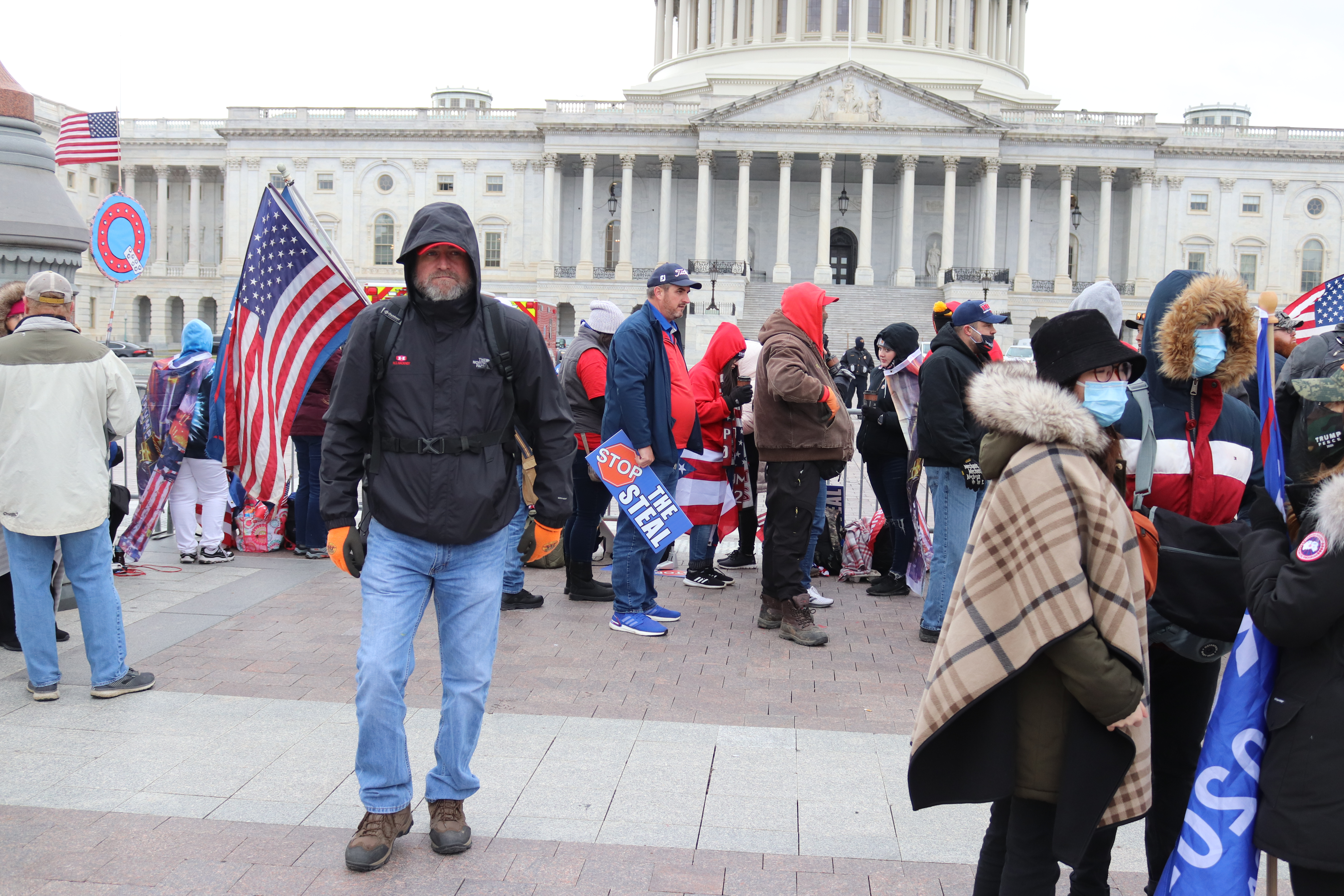
議事堂襲撃の際に掲げられたQアノンのプラカード（左上）

議事堂に突入した際に警官に撃たれて死亡した米退役軍人のアシュリー・バビットは、Qアノンの信者とされており、陰謀論を唱えている弁護士のL・リン・ウッドを最期にリツイートしていた。その他のQアノン関連のデモ参加者は、Q関連のエンブレムが付いた服を着ていたり、ビデオ映像からQアノン信者であることが確認されている。
Qアノン・シャーマンという異名で知られているジェイク・アンジェリは、Qアノン信者であり、2021年1月9日に逮捕されている。
1月12日、FacebookとTwitterは、「Stop the Steal」関連のコンテンツを削除し、Qアノンに特化した7万件のアカウントを凍結することを発表した。
2021年4月19日、Soufan Centerは、議事堂襲撃のころ、ロシアと中国が「社会的不和を撒き散らし、更には合法的な政治プロセスを脅かすために」Qアノン陰謀論を増幅して「武器化」していたと報告している。

### ギレーヌ・マクスウェルの法廷審問の中断
2021年1月19日、バージニア・ロバーツ・ジュフリーとの間で和解が成立したギレーヌ・マクスウェルの名誉毀損民事訴訟に関連する文書の公開に関する公聴会が、出席していた何者かによってYouTube上で不正に生配信されていることが判明したため、中断された。この不正配信は、Qアノン信者を含む約14,000人の視聴者に観られたが、判事が部屋に警告を発した後に停止された。

### 2022年ドイツクーデター未遂事件
国家転覆を企てたとして、複数のQアノン信者がドイツで逮捕された。その計画には、ライヒスビュルガー運動を始めとする、さまざまな極右活動家や陰謀論者のグループが関与していたという。